# Storia del cristianesimo in età antica

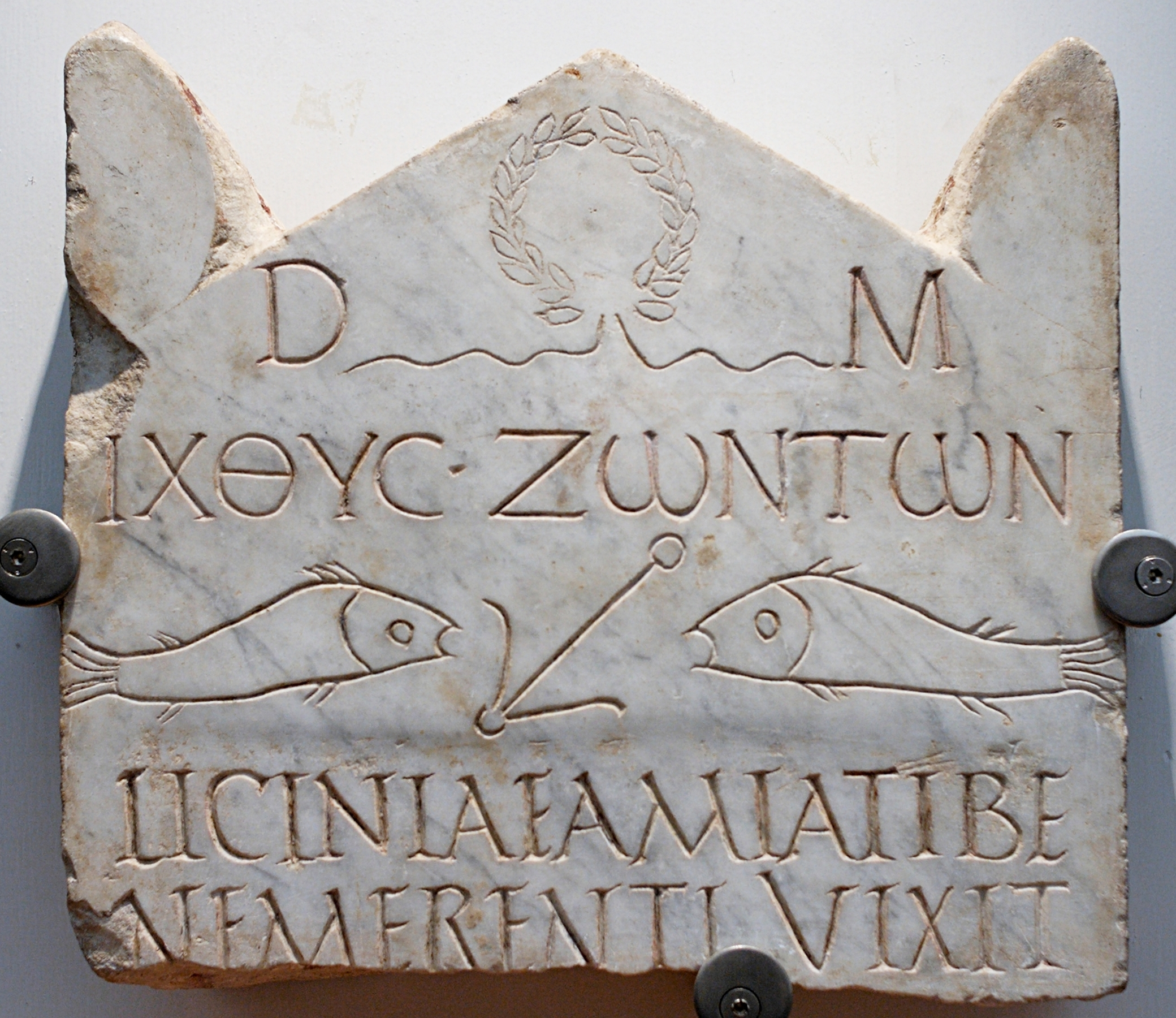
Stele funeraria con l'iscrizione in lingua greca ΙΧΘΥϹ ΖΩΝΤΩΝ (traslitterazione ichthys zōntōn; traduzione letterale: "Gesù Cristo, Figlio di Dio, Salvatore dei viventi"). Risalente agli inizi del III secolo, è una delle prime iscrizioni cristiane conosciute. Museo Nazionale Romano.

La storia del cristianesimo in età antica riguarda l'evoluzione e la diffusione del cristianesimo dalle sue origini, solitamente fatte coincidere con la nascita della prima comunità di Gerusalemme intorno agli anni 40 del I secolo, fino alla caduta dell'impero romano d'Occidente (476). Sebbene i primi "cristiani" fossero tutti di origine ebraica, ben presto iniziarono a essere convertiti anche i pagani e la nuova religione, anche grazie all'opera missionaria di Paolo di Tarso, iniziò a diffondersi per tutto l'impero romano. Nei primi secoli i fedeli di questa nuova religione vennero visti con sospetto dalla maggioranza della popolazione pagana, venendo spesso accusati ingiustamente e utilizzati come capro espiatorio, fino a subire vere e proprie persecuzioni che, intervallate da periodi di pace, continuarono da quella messa in atto da Nerone nel 64 fino agli inizi del IV secolo. Nonostante ciò, il cristianesimo si diffuse in tutte le grandi città dell'impero seguendo le principali vie commerciali. L'indipendenza di ogni comunità fu un terreno fertile affinché nascessero al loro interno delle difformità dottrinali, come nel II secolo, quando si affermarono lo gnosticismo cristiano e il montanismo. In risposta, grazie al lavoro di alcuni teologi come Ireneo di Lione, iniziò a formarsi il concetto di "ortodossia" contrapposto a quello di "eresia". Nonostante ciò, il cristianesimo dei primi secoli fu spesso lacerato da divisioni interne, come quella sorta nell'affrontare il problema dei lapsi, ovvero coloro che avevano abiurato per salvarsi dalle sanguinose persecuzioni.
Un punto di svolta si ebbe con l'imperatore Costantino che, con l'Editto di Milano del 313, confermò l'Editto di Serdica con cui il cristianesimo diveniva religio licita ovvero un culto riconosciuto e ammesso dall'Impero. Da questo momento in poi i fedeli poterono uscire dalla semiclandestinità, iniziarono a essere costruiti luoghi di culto dedicati (prima i luoghi di riunione erano le domus ecclesiae, case private) e i battezzati crebbero costantemente di numero. Ciò però non mise fine alle divisioni interne, spesso dovute a divergenze dottrinali. Fu proprio negli anni di Costantino che il presbitero Ario diede vita a una corrente, detta arianesimo, che lacerò profondamente l'universo cristiano. Per tentare di ricomporre la frattura, lo stesso imperatore Costantino convocò nel 325 a Nicea il primo concilio ecumenico della storia che elaborò il credo utilizzato ancora oggi, seppur con qualche modifica, nella liturgia. Nonostante la condanna dell'arianesimo da parte del concilio, questo non scomparve, ma, anzi, continuò a diffondersi creando disordini per tutto il IV secolo e oltre.

## I e II secolo

### Origini del cristianesimo ed età apostolica

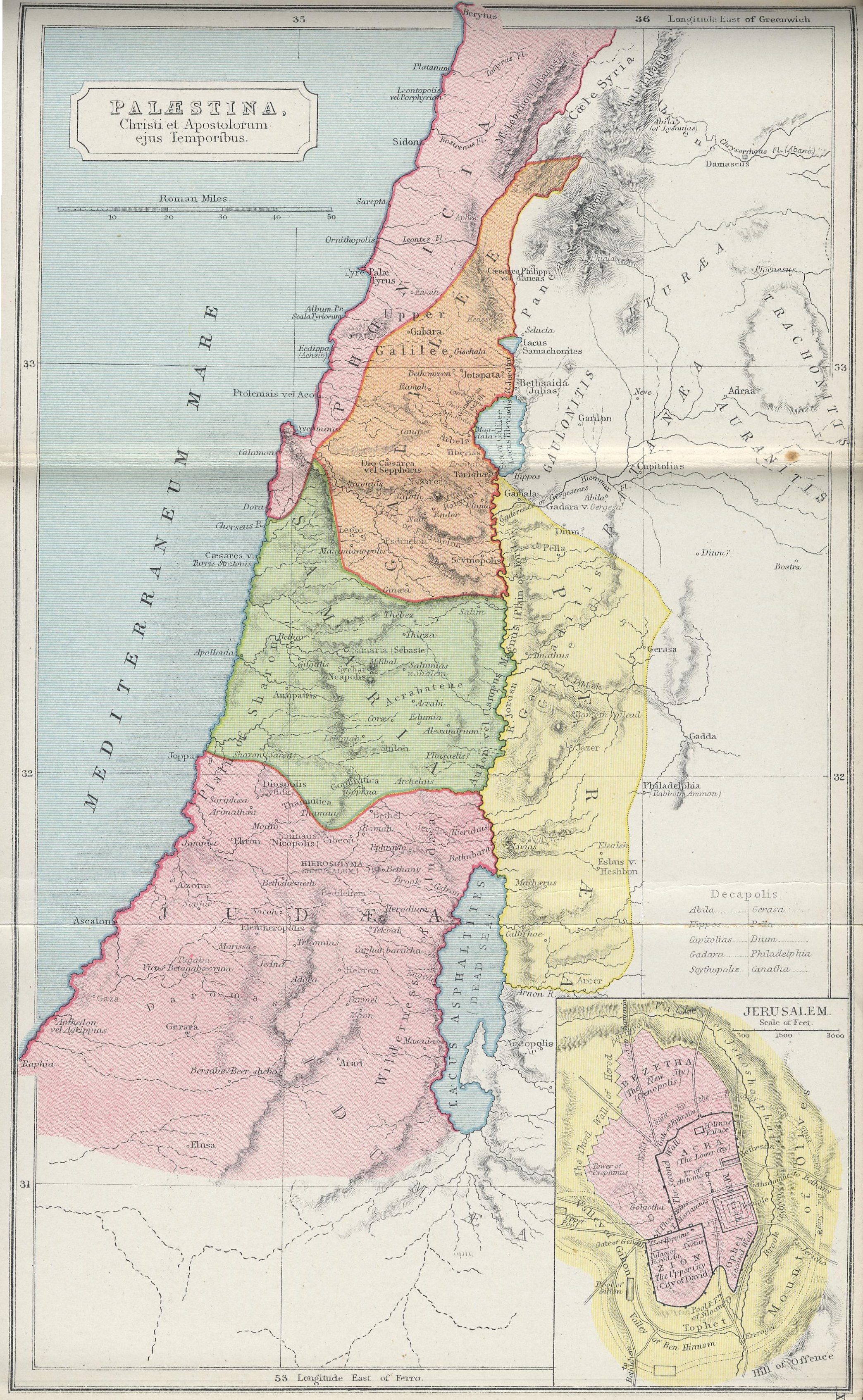
L'antica provincia romana di Giudea al tempo di Gesù e degli Apostoli

Sebbene tra gli studiosi non ci sia unanime certezza a quando far risalire la nascita del cristianesimo, con sufficiente approssimazione si possono individuare le sue origini nella predicazione e negli atti di Gesù che, agli occhi dei suoi seguaci e dei suoi discepoli, rappresentarono la realizzazione delle aspettative messianiche presenti nella tradizione del pensiero e degli scritti sacri della civiltà ebraica.
Secondo quanto raccontato negli Atti degli Apostoli, sovente unica fonte storica sulle prime comunità cristiane, a pochi anni dalla morte di Gesù, avvenuta tra il 26 e il 36, il gruppo dei suoi seguaci si ricompose a Gerusalemme sotto la guida dei dodici apostoli, ricostituitosi nel numero dopo il suicidio di Giuda Iscariota. Sempre secondo gli Atti, questa comunità di fedeli doveva contare alcune migliaia di ebrei.
Questa prima comunità era composta esclusivamente da giudei e dall'ebraismo prese molteplici elementi: le sue Sacre Scritture, il monoteismo, la fede in un Messia o Cristo, le forme del culto, i concetti di luoghi e tempi sacri, l'uso dei Salmi nelle preghiere comuni. I primi fedeli si riunivano collettivamente per pregare e celebrare due riti, ovvero il battesimo e la benedizione del pane. Sebbene i primi cristiani fossero stati tutti inizialmente ebrei, al loro interno vi era un gruppo di giudei ellenizzati e di giudei dai costumi ebraici. Secondo gli Atti, ai dodici apostoli vennero affiancati sette diaconi scelti tra il gruppo degli ellenisti con lo scopo di provvedere alle necessità materiali della comunità e alle opere di carità, ma ben presto anche loro iniziarono a predicare. Uno di questi, il diacono Stefano, è conosciuto soprattutto perché fu il primo martire condannato alla lapidazione con l'accusa di blasfemia.

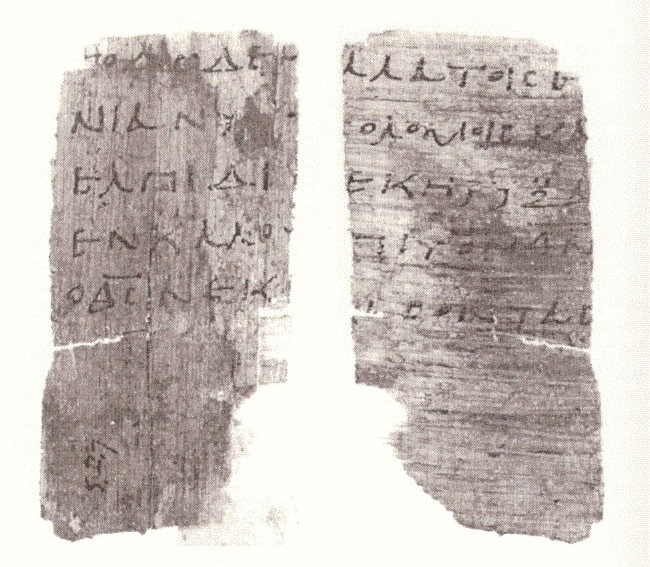
Il Papiro 29, il frammento più antico degli Atti degli Apostoli, la principale fonte per la storia del cristianesimo in età apostolica

Gli Atti raccontano che il primo convertito pagano alla fede cristiana, dunque non ebreo, fu il centurione Cornelio, battezzato dall'apostolo Pietro tra il 33 e il 40. Tale conversione fece emergere il problema relativo a come accettare all'interno della comunità di fedeli uomini non circoncisi, quali erano coloro che provenivano dal paganesimo e non dall'ebraismo. Nel frattempo, nuove comunità stavano già sorgendo a Roma, Damasco, Samaria, Fenicia e Cipro, che andarono ad aggiungersi alla già citata Antiochia dove, sembra, venne per la prima volta utilizzato il termine "cristiani". Secondo la tradizione, san Tommaso apostolo fondò nel 52 una comunità nel sud dell'India da cui ebbero origine i cristiani di San Tommaso, mentre Giuda Taddeo e Bartolomeo diffusero il messaggio in Armenia. Lo storico Eusebio di Cesarea racconta che Marco, ritenuto dalla tradizione uno dei quattro evangelisti, abbia organizzato la comunità di Alessandria d'Egitto.
Intorno al 49-52, si tenne il concilio di Gerusalemme, un'importante riunione dei più alti esponenti della comunità. Presieduto dalle "colonne" della Chiesa di Gerusalemme (Pietro, Giovanni e Giacomo), il concilio venne chiamato a dare una prima organizzazione alla missione di diffondere il messaggio di Gesù tra le genti. Tra le altre cose venne deciso che ai pagani convertiti al cristianesimo non dovesse essere imposta la legge mosaica, comprensiva dell'obbligo di circoncisione.
Il concilio, inoltre, affidò ai discepoli gerosolimitani (della Chiesa di Gerusalemme) l'apostolato verso le comunità giudaiche, mentre a Paolo di Tarso, ebreo con cittadinanza romana convertitosi intorno al 35-37, vennero assegnati i "gentili", ossia quelli di origine non ebraica e spesso pagani. Fu proprio grazie a quest'ultimo e ai suoi instancabili viaggi missionari in Asia e in Europa, oltre che alle sue numerose lettere inviate alle neonate comunità, che il cristianesimo attecchì velocemente tra le popolazioni di cultura greca e romana, in taluni casi arrivando a raggiungere alte personalità dell'amministrazione pubblica del tempo.

### Il cristianesimo inizia a diffondersi

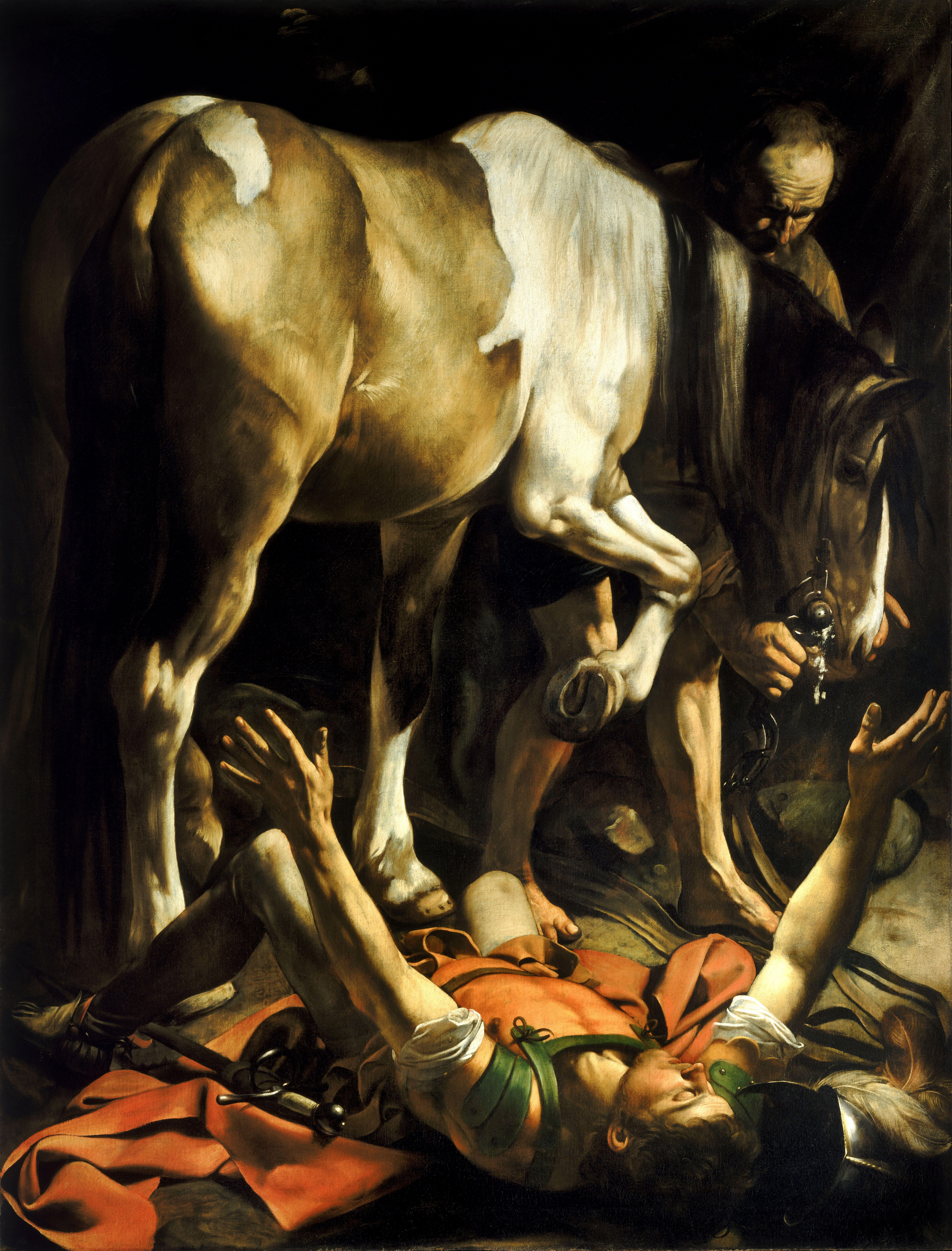
Conversione di san Paolo di Caravaggio. I viaggi di San Paolo furono determinanti per la diffusione del cristianesimo tra i gentili.

Come detto, Paolo viaggiò molto con lo scopo di diffondere il nuovo Credo. Nel 39-40 aveva percorso Cipro e l'Asia minore meridionale, nel 50 aveva raggiunto la Macedonia, la Grecia e i Corinzi, mentre intorno al 54 visitò la regione intorno a Efeso e in ultimo, verso il 58, intraprese un lungo viaggio via mare che lo condusse a Roma. In quel frangente il cristianesimo aveva oramai definitivamente abbandonato i confini della Palestina per estendersi a gran parte dell'Impero romano. Tra i primi centri più importanti della nuova religione vi furono Antiochia, Damasco, Cirene, Alessandria, Efeso, Corinto, Cipro e infine la capitale dell'impero, Roma. Contestualmente, i pagani convertiti al cristianesimo divennero numericamente nettamente superiori a quelli giudeo-cristiani (provenienti dall'ebraismo).

#### Prime comunità e prime persecuzioni

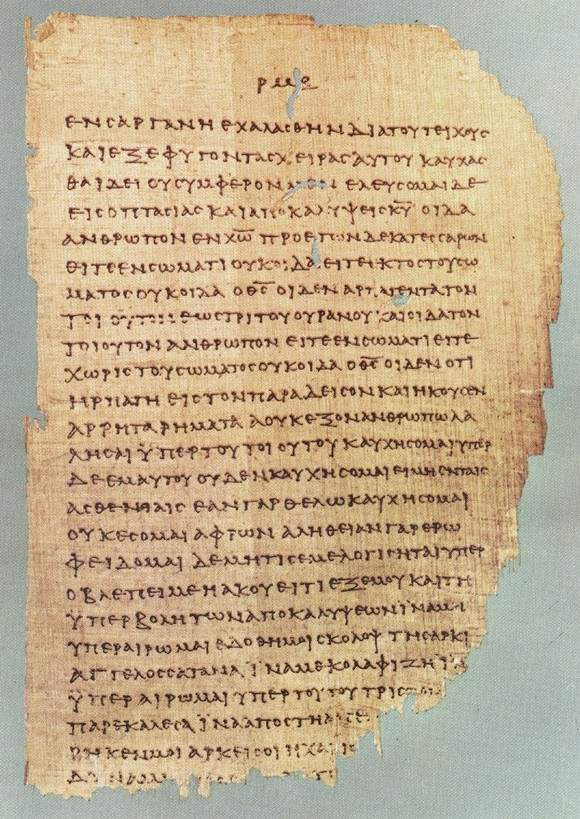
Pagina del papiro 46, datato attorno al 200. Nelle 104 pagine conservatesi sono contenuti ampi frammenti, principalmente appartenenti alle lettere paoline. Rappresenta il più antico manoscritto relativo all'apostolo Paolo di Tarso.

Come specificato, le prime comunità cristiane nacquero all'interno del giudaismo palestinese per poi raggiungere anche i pagani greci e romani. Tuttavia, queste comunità erano prive di una solida organizzazione e di una struttura istituzionale; tra esse stesse vi erano sostanziali differenze che creavano una relativa eterogeneità nel mondo cristiano. Tra i pochi elementi in comune si riscontrava un totale abbandono del culto degli idoli e il ricorso al battesimo come rito di liberazione dal peccato e come segno tangibile di appartenenza alla comunità. I primi cristiani rappresentavano una sparuta, e spesso isolata, minoranza nella società del tempo, nonostante si considerassero artefici del movimento che avrebbe condotto l'umanità verso la salvezza. Sebbene la maggioranza di essi appartenesse alle classi sociali più povere ed emarginate, una certa penetrazione tra la popolazione più abbiente è un elemento oramai dimostrato.
Presto le prime comunità cristiane incontrarono l'ostilità del mondo esterno. Secondo quanto riportato negli Atti, fin dal principio le autorità ebraiche di Gerusalemme le avversarono tentando con vari mezzi di impedirne la predicazione, arrivando a muovere le accuse di eresia e bestemmia. L'apostolo Giacomo fu una delle prime vittime, mentre Pietro si salvò fuggendo da Gerusalemme; Paolo, nelle sue lettere, racconta di essere stato più volte frustato, bastonato e lapidato. Durante la seconda guerra giudaica, i cristiani vennero accusati di non aver preso parte alla ribellione contro i romani, scatenando una sanguinosa repressione contro di essi.
Una volta uscita dai confini del giudaismo, la neonata religione cristiana si trovò a confrontarsi anche con la religione romana, dovendo «inserirsi in un ordinamento politico che poneva determinate richieste religiose di tipo totalitario». I romani consideravano il proprio impero universale e definitivo, con la politica in stretta correlazione con la religione e l'imperatore che veniva considerato una personalità quasi divina. Per i cittadini romani, le vicissitudini dello Stato e la volontà degli dei erano inseparabili e da essi dipendeva la sorte dell'impero. Appare chiaro che la presenza delle comunità cristiane che si sottraevano ai tradizionali e obbligatori rituali era per molti vista come una minaccia alla Pax deorum, la situazione di concordia tra divinità e cittadini su cui si basavano le fortune dei romani. I cristiani, visti spesso come dei diversi e degli atei, si trovarono spesso costretti a esiliarsi dalla vita pubblica, rinunciando a partecipare a feste e spettacoli che, oltre a essere avvenimenti di svago, erano pure intrisi di significati religiosi pagani. Per via di motivazioni morali e religiose, rifiutavano anche il servizio nell'esercito romano. I pagani vedevano i cristiani come i colpevoli del fallimento dei matrimoni, della divisione delle famiglie e dell'abbandono delle tradizioni degli antenati.
La persecuzione di Nerone, riportata anche da Tacito, scoppiò nel 64 quando i cristiani furono accusati di avere appiccato il grande incendio di Roma che distrusse gran parte della città. Secondo la tradizione, durante questa persecuzione ebbe luogo il martirio degli apostoli Pietro e Paolo.
Alcuni decenni più tardi, Domiziano istituì il culto obbligatorio dell'imperatore, condannando a morte i molti cristiani che rifiutavano di accettare una tale imposizione. Nei successivi due secoli il cristianesimo rimase sempre formalmente una religione illecita, punibile con le massime pene. Tuttavia, almeno fino alla metà del III secolo, i cristiani non vennero ricercati attivamente e ciò consentì la diffusione del nuovo culto, sebbene relegato in comunità clandestine. I cristiani erano perlopiù vittime di singoli attacchi violenti, spesso usati come capri espiatori per gli eventi più disparati con il beneplacito delle autorità locali.

#### Sviluppo del canone neotestamentario

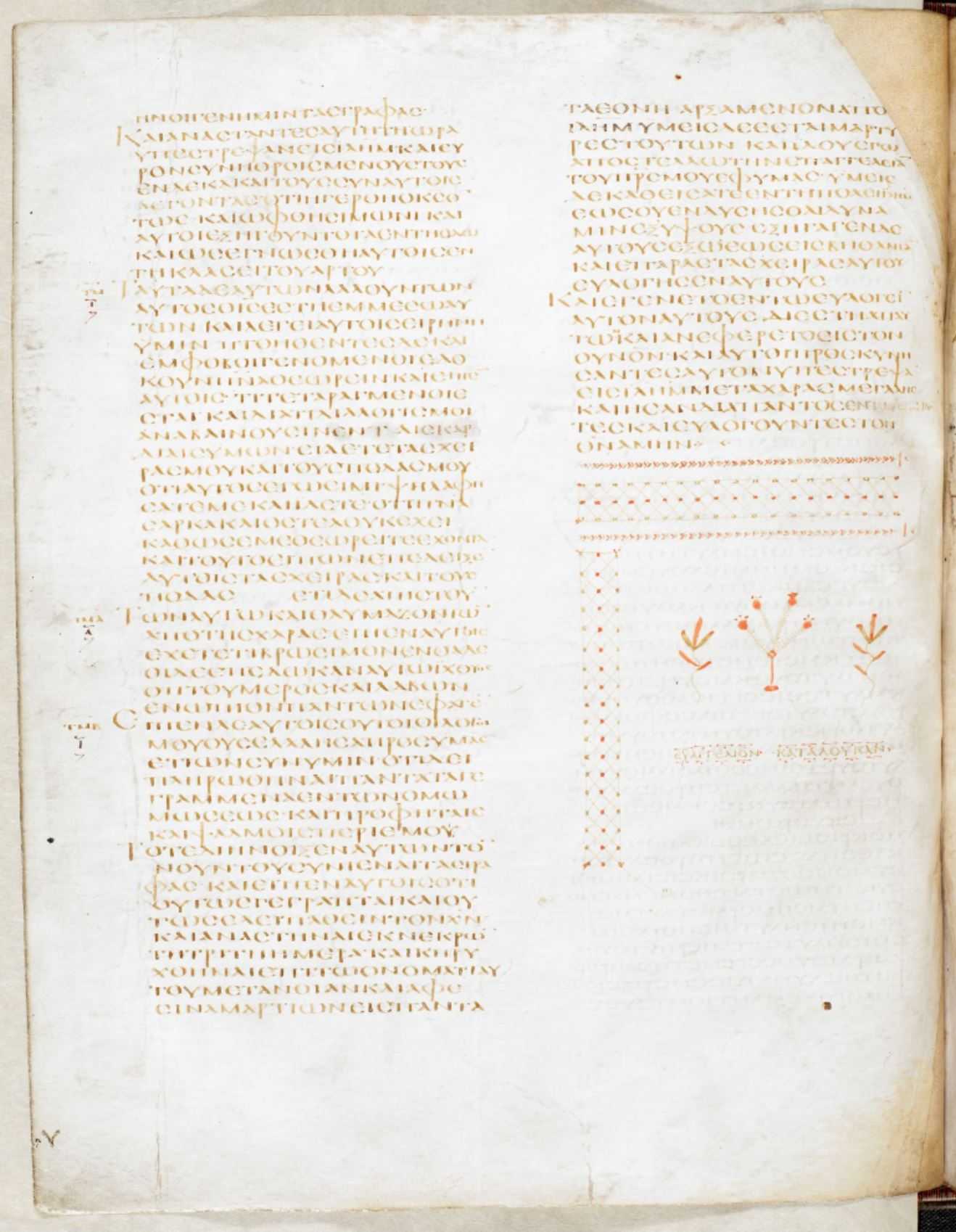
Conclusione del Vangelo secondo Luca dal Codex Alexandrinus (400-440)

Molto probabilmente, nelle prime comunità cristiane, il racconto della vita e dell'insegnamento di Gesù veniva tramandato prevalentemente per via orale. Resta tuttavia probabile che ben presto fossero iniziati a circolare alcuni scritti, di cui quelli realizzati in aramaico o ebraico erano destinati ai giudeo-cristiani, mentre quelli in greco agli ellenisti e ai pagani; essi erano utili alla catechesi e alla celebrazione delle prime liturgie. Fu a partire da questi primi lavori che, tra il 60 e il 100, si iniziò un lavoro di raccolta e organizzazione che portò alla realizzazione di quelli che sono conosciuti come "vangeli". Non è ben certo quando ebbe inizio tale processo; ciononostante, gli studiosi moderni identificano nel "vangelo di Marco" uno dei primi, se non il primo (priorità marciana) della serie, attribuendone la stesura a poco dopo il 70 d.C., anche se sono state proposte di datazioni leggermente anteriori o posteriori.
Complice la vasta diffusione geografica delle prime comunità e delle differenze tra loro, a Marco dovettero seguire ulteriori produzioni e raccolte, talvolta teologicamente divergenti, scritte per colmare alcune lacune. È il caso, per esempio, dei vangeli dell'infanzia, come il protovangelo di Giacomo o il vangelo di Tommaso, che raccontano la vita di Gesù antecedente al suo ministero. Per contrastare un tale proliferare di testi venne intrapreso un contestuale processo di selezione che durò decenni e di cui non si sa con precisione quando terminò con l'accettazione definitiva da parte di tutte le comunità dell'epoca di quelli che sono i quattro vangeli canonici riconosciuti ancora oggi nel canone della Bibbia dalla Chiesa cattolica (i tre vangeli sinottici di Marco, Luca e Matteo e quello di Giovanni, scritti tra il I e il II secolo). Una loro prima menzione si ebbe, comunque, nel 150 in un'opera del teologo Giustino, e nei lavori di Ireneo di Lione, il quale sviluppò un trentennio più tardi una propria teoria sul canone. Infine, l'elenco di tutti i 27 libri che compongono il Nuovo Testamento si affermò solamente tra il IV e il V secolo. Il cristallizzarsi di un'"ortodossia" all'interno della Chiesa porterà col tempo ad abbandonare ogni testo non facente parte del canone che, da allora in poi, verrà considerato apocrifo e dottrinalmente sospetto, di cui si perderà sostanzialmente memoria anche per via della scomparsa delle comunità che in essi traevano ispirazione.

#### Liturgia e struttura nelle prime comunità
Alcuni aspetti riguardanti gli aspetti liturgici e organizzativi delle prime comunità possono essere conosciuti grazie ai testi contenuti nel canone del Nuovo Testamento, come le lettere pastorali e la prima e la seconda lettera di San Pietro, nonché dallo scritto della Dottrina dei dodici apostoli. Secondo tali testimonianze, i fedeli cristiani usavano riunirsi con una certa frequenza e durante le riunioni si usava eseguire canti liturgici, recitare preghiere e consumare un pasto comunitario; tra i convenuti all'assemblea era rituale scambiarsi un bacio fraterno. Il rito di ammissione alla comunità era sempre il battesimo. Tra i fedeli si distinguevano diverse figure che soddisfacevano ai bisogni organizzativi del gruppo: vi erano i "diaconi" che erano gli addetti alle funzioni più materiali; i maestri; il consiglio degli anziani (o "presbiteri") che gestiva il gruppo di fedeli e i presbiteri supervisori (o "episcopi") a cui spettavano compiti di guida di tutta la comunità.

#### Distacco dal giudaismo
Come è stato detto, i primi discepoli di Gesù furono ebrei che avevano riconosciuto in lui la figura del Messia atteso e che costituirono all'interno del giudaismo stesso una sorta di corrente definibile come giudeo-cristianesimo. Con la veloce diffusione del cristianesimo tra i pagani di cultura ellenistica, i giudeo-cristiani si trovarono in netta minoranza e finirono per perdere la loro influenza nel delineamento di regole e dottrina.
Tale processo venne accentuato anche dalla crisi del mondo ebraico scaturita dalle sconfitte subite nelle guerre giudaiche e, in particolare, dopo la disfatta della rivolta guidata da Simon Bar Kokheba nella terza guerra giudaica (132-135). A seguito di questi eventi, all'interno dell'ebraismo si estinsero molti dei partiti che lo avevano guidato per tutto il I secolo, ad eccezione di quello dei farisei, che sopravvisse dando origine all'ebraismo rabbinico, e quello dei giudeo-cristiani che, tuttavia, andò sempre di più ad allontanarsi dalle sue origini, in parte confondendosi nel cristianesimo di matrice ellenistica, in parte dando origine a nuove sette come quelle degli ebioniti, i nazareni, gli elcasaiti, spesso considerati come eretici o scismatici dalla "Grande Chiesa" cristiana che andava a costituirsi. A partire dal II secolo, il processo di distacco del cristianesimo dalla sua origine ebraica poteva oramai dirsi completato.

## Tra II e III secolo: le comunità si organizzano

### Diffusione

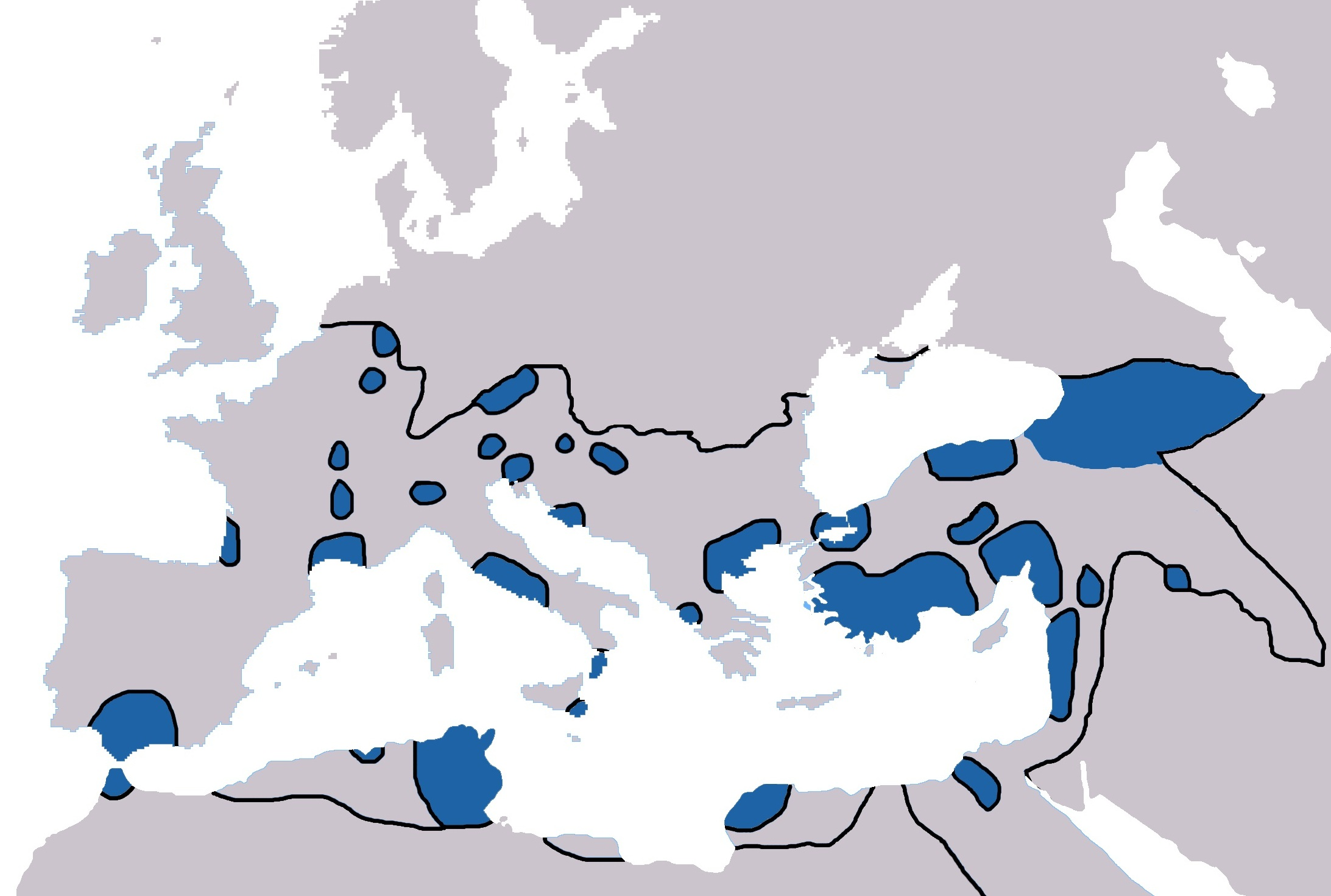
Diffusione del cristianesimo verso la fine del III secolo

Grazie a predicatori itineranti e, probabilmente, ai mercanti, per tutto il II e III secolo il cristianesimo continuò a diffondersi nelle principali città dell'impero; in questa fase storica anche la traduzione dei vangeli nelle diverse lingue locali fu un elemento fondamentale. Tale processo non fu tuttavia continuo, ma dovette affrontare bruschi rallentamenti durante le persecuzioni e veloci accelerazioni nei tempi di tolleranza. È comunque difficile ricostruire con esattezza le tappe e la portata del fenomeno, potendosi solo tracciare a grandi linee le sue caratteristiche.
È certo che nel III secolo il cristianesimo avesse raggiunto solamente gli abitanti delle grandi città dell'epoca, mentre le campagne sarebbero state coinvolte solamente nei decenni successivi. L'evangelizzazione seguì le principali rotte marine, le vie fluviali e la fitta e celebre rete di strade romane. Uno degli assi di propagazione più importanti fu la via che da Alessandria d'Egitto portava all'Ellesponto, attraversando l'Egitto, la Palestina, Tarso, Mileto, Efeso e Smirne. Da qui i predicatori potevano continuare verso l'entroterra anatolico della Frigia, della Lidia e della Caria dove vennero a formarsi alcuni tra i più importanti centri cristiani dell'epoca: Listra, Iconio, Antiochia di Pisidia, Colossi, Laodicea, Gerapoli, Sardi. Da questi centri, poi, il messaggio cristiano poté diffondersi ulteriormente raggiungendo l'impero partico e lo Stato suo successore, l'impero sassanide.
Un'altra importante via fu quella che da Alessandria giungeva fino allo stretto di Gibilterra, attraversando l'Africa del nord e la Numidia, dove vi erano popoli che si dimostrarono particolarmente propensi all'evangelizzazione, come quelli di Creta, di Cefalonia, di Malta, della Sicilia. Da qui le predicazioni giunsero, tra la fine del II secolo e l'inizio del successivo, in Gallia e in Spagna. La divulgazione del messaggio cristiano venne accompagnata anche da un consolidamento delle comunità già esistenti grazie all'organizzazione dei primi sinodi locali, come quello di Cartagine, tenutosi il 218 e il 222, a cui presenziarono ben settanta vescovi; quello del 240 presieduto da Donato con 90 vescovi; quello in Italia organizzato contro l'antipapa Novaziano.
Caso particolare fu l'evangelizzazione dell'Armenia, regione che a quel tempo non faceva parte dell'Impero romano. Dopo le iniziali resistenze, il vescovo Gregorio Illuminatore riuscì a convertire e a battezzare il sovrano arsacide Tiridate III, il quale nel 301 fece del cristianesimo, per la prima volta nella storia, la religione di Stato.
Riguardo all'appartenenza sociale, gli storici concordano che gran parte dei cristiani del III secolo appartenevano al "ceto medio" della stratificazione sociale dell'epoca costituito da liberti, mercanti, artigiani e perlopiù lavoratori manuali. Non mancarono, tuttavia, rari casi di conversione di senatori e schiavi. Molte furono le donne, che erano escluse da alcune professioni, come quelle militari o di insegnamento, difficilmente compatibili con una religione diversa da quella ufficiale.

### Persecuzioni e letteratura apologetica

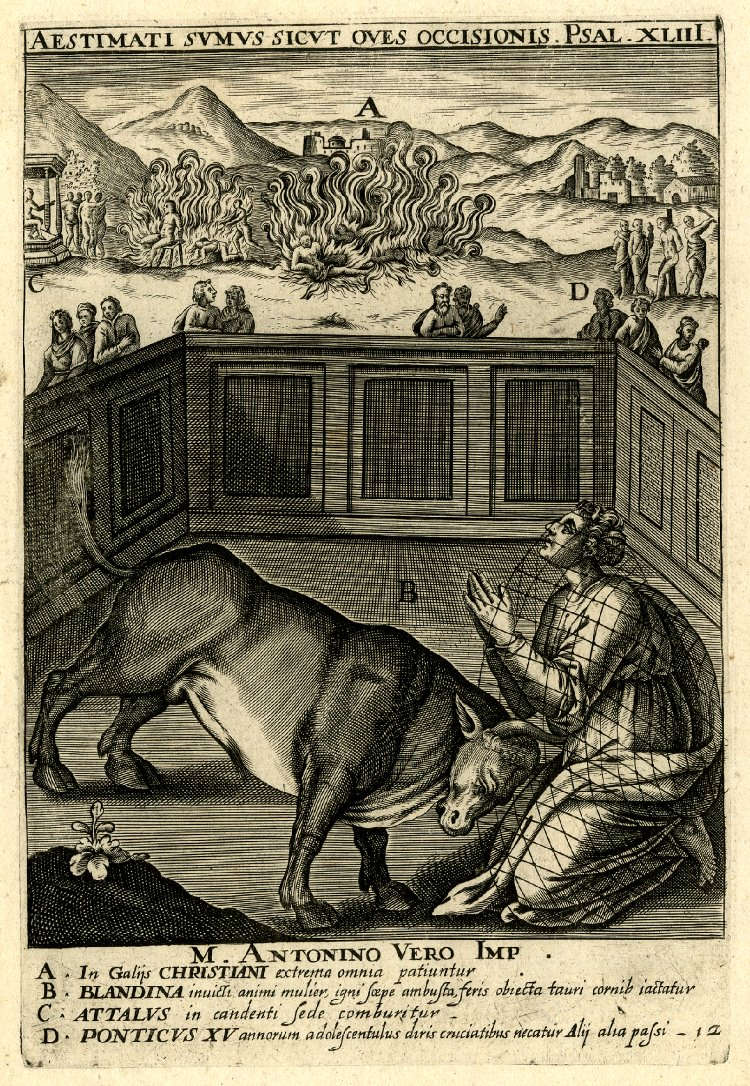
Martirio di santa Blandina, Attalo e altri cristiani di Lione

Seppur in modo discontinuo e con notevoli differenze a seconda dei luoghi, per tutto il II secolo i cristiani continuarono a subire persecuzioni. Si ha infatti notizia di casi di martiri sotto gli imperatori Traiano, Adriano, Antonino Pio, Marco Aurelio e Commodo. Particolarmente sanguinose furono le persecuzioni sotto l'imperatore Marco Aurelio, in cui trovarono la morte, tra gli altri, i 12 Martiri scillitani, il vescovo di Smirne Policarpo, il filosofo e apologeta Giustino e i 48 Martiri di Lione. Nonostante la brutalità delle repressioni, questi eventi appaiono ancora privi di quella sistematicità che si riscontrerà a partire dalla metà del secolo successivo; furono infatti episodi perlopiù singoli, spesso legati a contingenze locali. La loro causa è da ricercare nella visione che i romani pagani avevano dei cristiani, in quanto li ritenevano rei di attentare al mos maiorum. Spesso calunniati (misantropia, incesto, antropofagia erano alcune delle accuse più frequenti), i cristiani furono spesso utilizzati come capro espiatorio per gli eventi nefasti. Ai pagani «i cristiani dovevano apparire come coloro che avevano turbato la pace di una provincia o di una città con il sottrarre agli dei le onoranze dovute e scatenando, per contraccolpo, la loro ira, come dimostravano le varie piaghe, naturali o sociali, che affliggevano l'impero».
Un testimonianza dell'approccio usato dalle autorità romane compare in un carteggio intercorso, intorno al 112, tra il legatus augustus Plinio il Giovane e l'imperatore Traiano, in cui il primo chiede consiglio su come comportarsi con il cristianesimo (definito superstitionem pravam et immodicam) i cui fedeli rifiutavano di invocare e sacrificare agli dei. La risposta di Traiano fu quella di punire i cristiani solo a seguito di denuncia, se riconosciuti colpevoli e se avessero rifiutato di sacrificare agli dei; a tale orientamento si atterranno anche i successivi imperatori fino al III secolo.
In risposta alle accuse mosse, a partire dai primi decenni del II secolo ebbe inizio una vasta produzione letteraria apologetica, che raggiunse i suoi massimi esempi con Quadrato di Atene (il quale affermava che i miracoli di Gesù erano veri, non illusioni,), Aristide Marciano, Giustino, l'Oratio adversus Graecos di Taziano il Siro, la Supplica di Atenagora di Atene, Melitone di Sardi, l'Apologia ad Autolico di Teofilo di Antiochia (il più antico scritto a noi pervenuto a utilizzare il termine "Trinità"). Con tutte queste opere, gli autori, non solo cercarono di dare risposta a tutte le incriminazioni, ma tentarono di «accreditare il cristianesimo come vero garante religioso dell'impero» al posto delle antiche tradizioni pagane. Tra gli apologeti vissuti a cavallo tra III e IV secolo, vi è da ricordare Tertulliano, considerato anche un grande teologo e tra i primi a esprimere il concetto trinitario attraverso una terminologia latina rigorosa e a conferirgli un carattere di una molteplicità di ipostasi.

### Prime divergenze: gnosticismo e montanismo
Nel II secolo l'universo cristiano si presentava assai variegato, con molte comunità sparse su un vasto territorio, ognuna delle quali sostanzialmente autonome dalle altre. Le stesse comunità locali erano talvolta frammentante al loro interno in piccoli gruppi indipendenti sia amministrativamente sia nelle questioni legate al culto. È pertanto ovvio che all'interno del cristianesimo potessero proliferare divergenze dottrinali. Uno dei casi più eclatanti fu la penetrazione dello gnosticismo, un movimento filosofico religioso già presente da tempo nel mondo ellenistico greco-romano, che dette vita a una corrente definibile come "gnosticismo cristiano". Tradizionalmente si fa risalire tale movimento a Simone Mago, citato negli Atti degli Apostoli, tuttavia testimonianze certe di una presenza sostanziale di tale dottrina, il cui centro di propagazione fu Alessandria d'Egitto, si hanno solamente nel II secolo a seguito degli insegnamenti di Valentino, fondatore della scuola dei Valentiniani, e Basilide.
I cristiani gnostici proponevano diverse elaborazioni teologiche rispetto a quelle prevalenti nel cristianesimo dell'epoca, sostenute da un'interpretazione originale dei testi neotestamentari. Secondo la "gnosi cristiana", la salvezza dipende da una forma di conoscenza superiore e illuminata (gnosi), frutto del vissuto personale nella ricerca della Verità e quindi riservata solo ad alcuni eletti, in contrapposizione al concetto della «fede, patrimonio della massa dei fedeli comuni» su cui si stava costruendo l'identità cristiana. Un'altra corrente fu quella sviluppata da Marcione di Sinope, che proponeva un marcato rifiuto del giudaismo, asserendo una profonda antitesi tra Antico testamento, per lui rivelatore di un mondo imperfetto, e del Nuovo in cui il tema centrale è la redenzione ad opera di Gesù Cristo.
Deviazioni dalla dottrina maggioritaria furono adottate anche dai movimenti estatici di tipo profetico. Tra questi, il montanismo sorse in Frigia tra il 151 e il 171 a seguito delle profezie del neofita Montano. Egli, insieme alle profetesse Massimilla e Priscilla, sosteneva che lo spirito consolatore promesso da Gesù fosse disceso sulla Terra e parlasse per mezzo di loro, mettendo in discussione la struttura organizzativa su cui si stava formando la Chiesa del tempo.

### Lotta alle eresie: Ireneo di Lione e affermazione dell'ufficio del vescovo

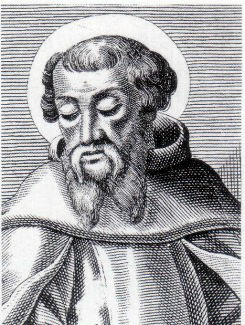
Ireneo di Lione in un'incisione

Le numerose deviazioni portarono alla necessità di definire una precisa linea dottrinale in cui tutte le comunità potessero riconoscersi; contestualmente si definì il concetto di "eresia", contrapposto a quello di "ortodossia" per definire, rispettivamente, gli sviamenti e la vera fede. Tale processo ebbe inizio con il filosofo Giustino e arrivò a un primitivo compimento con il vescovo e teologo Ireneo di Lione, autore della celebre Adversus Haereses, in cui condannava in particolare lo gnosticismo. Il lavoro di Ireneo contribuì all'emergere dell'idea di un'unica Chiesa, definita successivamente "Grande Chiesa", «grandissima e antichissima e a tutti nota, fondata e stabilita a Roma dai due gloriosissimi apostoli Pietro e Paolo», per distinguerla dai gruppi marginali d'ispirazione cristiana che avevano elaborato dottrine proprie e non accettate dalla maggioranza.
Il proliferare delle eresie rese anche necessario istituire, per ogni comunità, una figura di capo spirituale che organizzasse i fedeli e difendesse la vera fede; iniziò così un processo che portò alla definizione del ruolo di vescovo. Sembra che tale indirizzo avesse avuto inizio nelle comunità orientali, mentre in Occidente si delineò più tardi, verso la fine del II secolo. Quando i vescovi si attestarono a guida della comunità, assunsero su di sé diversi compiti che andavano dall'amministrazione dei sacramenti alla gestione finanziaria della comunità per la beneficenza a favore dei fedeli bisognosi. Al vescovo vennero imposti anche numerosi obblighi, come il celibato ecclesiastico e la necessità di perseguire una vita ritirata e modesta; nel contempo gli si riconobbe il mantenimento per i bisogni materiali da parte della comunità attraverso la decima, un tributo già previsto dalla Bibbia.
Allo stesso tempo iniziò il tentativo di far riconoscere da tutti i cristiani il vescovo di Roma come il legittimo successore di San Pietro, conferendogli il ruolo di primo difensore dell'ortodossia dalle deviazioni eretiche. Ciò si fondava sulla tradizione che voleva la comunità romana fondata dagli apostoli Pietro e Paolo (nonostante le fonti storiche attestino la sua esistenza prima del loro arrivo) e nelle parole di Gesù, riportate dal vangelo di Matteo 16,18, interpretate come l'investitura di Pietro a capo della Chiesa. Questa visione ebbe tra i primi sostenitori proprio Ireneo, che, nella sua opera, stilò un presunto elenco dei primi vescovi romani, nel tentativo di legittimarne il ruolo. Tuttavia, il primato romano sulle altre comunità era ancora ben lontano da essere universalmente riconosciuto, sebbene iniziasse a delinearsi una certa predominanza sulle questioni teologiche e dottrinali nei numerosi scontri con le comunità orientali e nordafricane.

### Luoghi, liturgia e arte nelle prime comunità

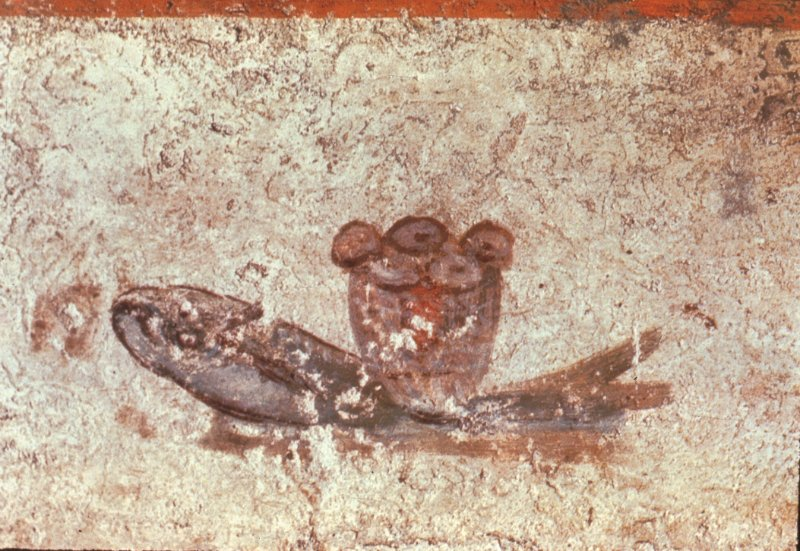
Pane e pesce raffigurati nelle catacombe di San Callisto

I primi cristiani non disponevano di spazi comuni dedicati dove tenere assemblee e riti; solitamente i più ricchi della comunità mettevano a disposizione le proprie case o si ricorreva all'affitto. Stando al racconto di Eusebio di Cesarea, si dovette aspettare la seconda metà del III secolo perché nascessero le prime basiliche. Agli inizi le comunità non disponevano nemmeno di cimiteri propri e anche in questo caso ricorrevano a sepolcri delle famiglie abbienti della comunità. Solamente più avanti si affermarono, in particolare a Roma, le catacombe come luogo di sepoltura dei corpi dei cristiani, i quali rifiutavano la cremazione, poiché credevano nella resurrezione dei corpi.
Sembra che originariamente per ricevere il battesimo, il rito che sanciva l'ingresso nella comunità, fosse necessario sostenere solamente un'interrogazione sulle reali intenzioni dell'aspirante fedele. A partire dalla seconda metà del II secolo è certo che si dovesse affrontare un periodo di catecumenato della durata di circa tre anni, in cui il catecumeno doveva percorrere diverse tappe seguito da un maestro. Ai catecumeni non era consentito prendere parte all'eucaristia, sebbene potessero ascoltare le letture.

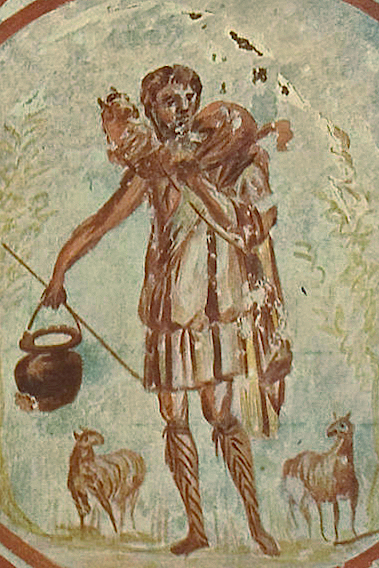
Gesù rappresentato come il "buon pastore", opera del III secolo

Nelle prime comunità continuarono a essere celebrate le festività ebraiche della Pasqua e della Pentecoste anche con un significato diverso; solamente più tardi iniziarono ad affermarsi altre ricorrenze, come l'Epifania.
Poco si sa delle forme d'arte nelle prime comunità: si ritiene che inizialmente i cristiani avessero seguito il divieto biblico della rappresentazione di Dio tipico dell'ebraismo. Tuttavia, già verso la fine del II secolo tale divieto doveva essere stato abbandonato, almeno stando a quanto insegna l'apologeta cristiano Tertulliano, il quale criticava solamente l'arte che fosse al servizio dell'idolatria o dell'immoralità. D'altronde, è probabile che con il diffondersi del cristianesimo nelle popolazioni romane e tardo-ellenistiche vi siano state delle contaminazioni da tali culture storicamente più inclini alle raffigurazioni artistiche.
I primi esempi di arte paleocristiana risalgono alla seconda metà del II secolo e comprendono raffigurazioni su anelli, sigilli, oggetti di culto e iscrizioni sulle pietre che chiudevano i loculi delle catacombe. In un trattato risalente al 180 circa, scritto dal rettore della scuola catechetica di Alessandria e teologo Clemente Alessandrino, si trova un primo elenco dei temi iconografici tipici delle prime forme d'arte cristiana, tra questi: la Colomba dello Spirito Santo, il pesce, la nave a vele spiegate, il pescatore, il Buon Pastore, l'ancora, il monogramma di Cristo. Il simbolo della croce era ancora perlopiù assente e comunque privo del richiamo alla passione di Gesù ma bensì raffigurato con un significato escatologico.

## III secolo: le grandi persecuzioni

### Persecuzione di Decio

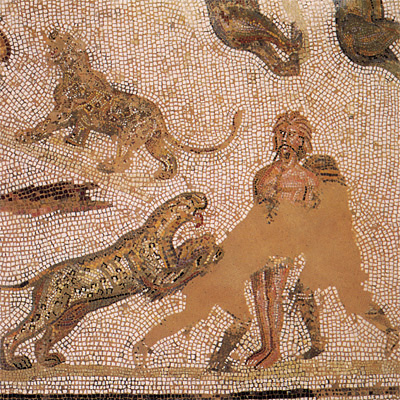
La Damnatio ad bestias in un mosaico del III secolo a El Jem, in Tunisia

Nel corso del III secolo l'impero romano si trovò scosso da conflitti interni, invasioni barbariche e crisi economiche. Nonostante l'opposizione di alcuni imperatori, la religione cristiana si era oramai diffusa anche nella classe dirigente, rivaleggiando con i culti tradizionali, soprattutto nei grandi centri urbani e amministrativi. Le comunità cristiane godevano di una propria autonomia garantita anche da una florida organizzazione economica e finanziaria, alimentata da elargizioni e eredità dei fedeli. Il suo vasto patrimonio comprendeva soprattutto beni immobili (terreni e fattorie) ed era gestito efficacemente, in forme talvolta spregiudicate. Il monoteismo stava insidiando ovunque la vecchia cultura politeista, instaurando nella società romana uno scontro di idee e mentalità.
La crisi del III secolo esacerbò la situazione in quanto l'imperatore Decio usò i cristiani come capro espiatorio per la drammatica situazione. Nel 250, Decio, impose l'obbligo generale di compiere sacrifici agli dei, pena la morte, con lo scopo di restaurare le antiche tradizioni per salvare la benevolenza degli dei, fondamentale per i pagani del tempo per risollevare le sorti dell'Impero. Tuttavia, ciò si tradusse in un vero e proprio censimento religioso con cui riconoscere i cristiani. Fin dagli inizi i cristiani erano stati vittime di persecuzioni, ma solo sporadiche e solo nel caso che avessero manifestato pubblicamente la loro fede. Con l'iniziativa di Decio essi non poterono più professare nella segretezza, trovandosi spesso a scegliere tra rinnegare la propria fede o affrontare dure punizioni. Molti scelsero la seconda possibilità, rifiutando di abbandonare il proprio credo e la sanguinosa persecuzione che ne scaturì fu causa di moltissime vittime. Tra esse rientrava anche il vescovo di Roma Fabiano: imprigionato nel carcere tulliano, si spense il 20 gennaio del 250 per fame e stenti. Le persecuzioni coinvolsero altresì le comunità più orientali e in particolare quella di Antiochia, all'epoca la più importante dopo Roma e Alessandria, i cui fedeli furono spesso condotti al martirio.

### Controversia suilapsie lo scisma di Novaziano

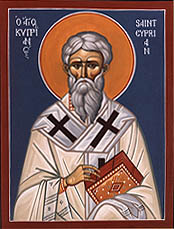
Icona raffigurante il vescovo di Cartagine Tascio Cecilio Cipriano

Con l'intensificarsi delle persecuzioni si accentuò un problema non nuovo, quello dei lapsi, ovvero quei cristiani che avevano rinnegato la fede per salvarsi. Nella Chiesa cristiana si erano già da tempo delineate due diverse posizioni per la loro riammissione in seno alla comunità: quella più intransigente, perorata soprattutto dai vescovi nordafricani e asiatici, che chiedevano un nuovo battesimo affinché gli apostati; e una più indulgente, che prevedeva solamente una sincera penitenza.
La spaccatura si inasprì quando il vescovo di Cartagine Tascio Cecilio Cipriano aveva momentaneamente abbandonato la sua diocesi per sottrarsi alle persecuzioni lasciando un vuoto d'autorità, presto colmato da alcuni esponenti che si erano invece rifiutati di lasciare la città. Alcuni di loro, forti della loro decisione coraggiosa, avevano concesso la riconciliazione dei lapsi dopo una penitenza e senza il benestare del vescovo. Cipriano, trovatosi in posizione debole, chiese che fosse un concilio a doversi esprimere su tali situazioni. Il consesso decise che i lapsi penitenti avrebbero avuto la riconciliazione solo in punto di morte, mentre i libellatici dopo pubbliche penitenze, ad esclusione di coloro che erano stati in precedenza parte del clero e che vennero ridotti allo stato laicale. L'anno seguente, un ulteriore concilio si dimostrò ancor più indulgente, concedendo la riconciliazione a tutti coloro che avessero continuato a compiere la penitenza.
A Roma la situazione si rivelò ancora più difficile. Alla morte di papa Fabiano, il presbitero Novaziano, sostenitore della linea intransigente nella questione dei lapsi, propose la sua candidatura al pontificato. Quando venne eletto papa Cornelio, Novaziano mutò verso una posizione più intransigente, in cui si rifiutava totalmente la riammissione dei lapsi nella Chiesa. La sua successiva autoproclamazione a vescovo di Roma aprì un profondo scisma nel mondo cristiano, trascinatosi per secoli. Si aprì un ulteriore dibattito teologico riguardante la validità del sacramento del battesimo amministrato dai fedeli di Novaziano, che erano considerati eretici. Sebbene la Chiesa di Roma ne sostenesse la validità, ritenendo che la sua efficacia non dipendesse dallo stato di grazia di chi lo amministrava, molti vescovi orientali e nordafricani dissentirono energicamente. La linea romana prevalse solamente dopo che Stefano I invocò la sua autorità di successore dell'apostolo Pietro; fu la prima volta che il vescovo di Roma rivendicava apertamente tale prerogativa.
Il pericolo di una completa rottura tra la Chiesa di Roma e quelle asiatiche e nordafricane venne scongiurato solo con il successivo pontificato di Sisto II, di indole assai più conciliante, che riuscì a riportare la pace all'interno del mondo cristiano.

### Editto di tolleranza di Gallieno e nuove controversie teologiche
Sebbene la persecuzione di Decio si fosse attenuata intorno alla primavera del 252, i soprusi contro i cristiani continuarono anche con i successori. Grave fu la persecuzione sotto l'imperatore Valeriano che nell'agosto del 257 aveva emanato un primo editto, con cui veniva imposto al clero cristiano di compiere rituali pagani per non incorrere nell'esilio, mentre l'anno successivo inasprì le pene, prevedendo la morte per chi non avesse abiurato. Molti cristiani scampati alle persecuzioni di Decio trovarono la morte dopo questi nuovi editti: meritano una menzione particolare il vescovo di Cartagine Cipriano, decapitato il 14 settembre 258, e il vescovo di Roma Sisto II martirizzato nell'agosto 258 insieme all'arcidiacono Lorenzo. Il vescovo di Alessandria Dionisio si salvò. ma fu costretto all'esilio.
Le continue oppressioni lasciarono le comunità cristiane in una situazione di grave crisi, tanto che dopo il martirio di Sisto II la sede di Roma rimase vacante per quasi un anno. Le cose cambiarono nel 260, quando il nuovo imperatore Gallieno emise un editto di tolleranza che diede un assetto legale alla Chiesa. Si inaugurò così un periodo di pace tra pagani e cristiani durato circa quarant'anni, fatte salve alcune sporadiche persecuzioni ai danni di militari convertitisi al cristianesimo che si rifiutavano di combattere in quanto in contrasto con i valori cristiani. La Chiesa cristiana appariva oramai come un'entità ben organizzata e dotata di consistenti mezzi finanziari.
Sebbene i cristiani potessero vivere un periodo privo di sanguinose persecuzioni, l'unità della comunità fu minacciata da nuove controversie teologiche; tra esse il monarchianismo, che poneva forti dubbi sulla questione della Trinità. Tale dottrina venne dichiarata eretica tale la dottrina e Sabellio, uno dei principali sostenitori, venne scomunicato. Furono inoltre rifiutate le false opinioni di coloro che, come i Marcioniti, in modo analogo separavano la Trinità in tre enti completamente distinti o che consideravano il Figlio di Dio "creato", anziché "generato" come dichiaravano le Sacre scritture. Si dovette anche mediare con il vescovo di Alessandria Dionisio, espressosi in termini tutt'altro che ortodossi riguardo al Logos e alla sua relazione con Dio Padre, e con il vescovo di Antiochia Paolo di Samosata. che, per sdebitarsi con la regina di Zenobia, aveva assecondato le sue pretese in materia teologica che proponevano l'idea di un Cristo divenuto gradualmente Dio per adozione da parte del Padre. Dopo tre infruttuosi sinodi indetti tra il 264 e il 268, Paolo venne scomunicato.
Alla fine del secolo andarono a svilupparsi ulteriori correnti ereticali, tra cui ad esempio quella del manicheismo, e iniziò anche a riscuotere un certo successo il culto orientale di Mitra, producendo diversi problemi alla Chiesa.

### La grande persecuzione di Diocleziano e il donatismo

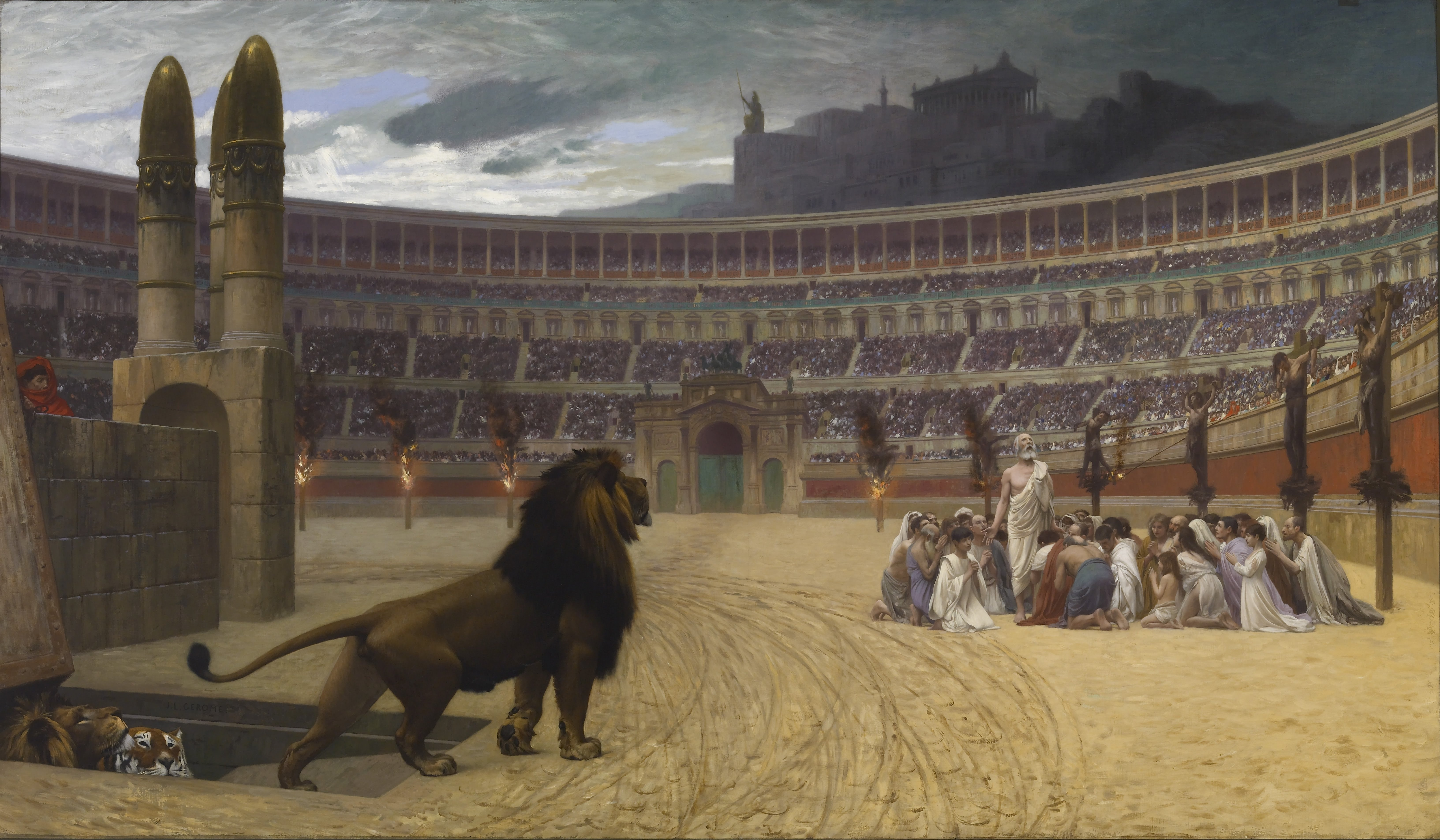
L'ultima preghiera dei martiri cristiani, di Jean-Léon Gérôme (1883)

Il periodo di tolleranza per la Chiesa terminò bruscamente quando nel 303, su istigazione di Galerio, desideroso di intraprendere una politica di restaurazione, l'imperatore Diocleziano proclamò una violenta persecuzione. Questa si rivelò una repressione sistematica, volta a eliminare del tutto il cristianesimo dall'impero. Le comunità furono soggette all'esproprio delle proprietà, al sequestro dei testi e dei libri sacri, mentre i fedeli vennero condannati ai lavori forzati, alla tortura e, sempre più spesso, alla pena capitale. L'obiettivo di Diocleziano era di colpire la Chiesa cristiana nel suo apparato organizzativo.
A seguito di quattro editti emanati in successione, venne deciso che ai cristiani fosse vietato riunirsi, che i loro luoghi di culto fossero distrutti e i beni sequestrati, che il clero fosse condotto in carcere e, a partire dal 304, tutti i cristiani furono obbligati a offrire sacrifici agli dei. Gli effetti di questi editti furono differenti a seconda dei luoghi dove furono applicati: se la repressione fu molto dura a Roma, in Oriente, in Frigia, in Egitto, nel Ponto e in Cappadocia, in Occidente, dove regnavano Massimiano e Costanzo, ci si limitò alla distruzione di alcuni edifici utilizzati dai cristiani per le loro assemblee.
Il successore di Diocleziano, lo stesso Galerio che aveva instillato l'idea della persecuzione, riconobbe il totale fallimento di tale strategia e pertanto, poco prima di morire, concesse un editto generale di tolleranza, che segnò la fine delle persecuzioni contro i cristiani e la restituzione dei beni ecclesiastici loro confiscati in precedenza «a condizione che non operino in alcun modo contro la costituzione dello stato». Vennero inoltre, invitati «a pregare il loro Dio per la nostra (dell'imperatore) salvezza, per quella dello stato e per la loro propria».
Come era successo in occasione delle precedenti persecuzioni, anche a seguito di quelle intraprese da Diocleziano sorse il problema relativo alla riammissione nella Chiesa di coloro, in particolare i vescovi, che per la paura di perdere la vita avevano consegnato ai magistrati romani i libri sacri e rinnegato la loro fede. La posizione più severa nei loro confronti venne presa da Donato vescovo di Case Nere, le cui idee dettero vita, intorno al 311, al donatismo. Secondo i suoi seguaci, i sacramenti amministrati dai vescovi lapsi (detti traditores, in quanto avevano compiuto una traditio, ovvero la consegna dei testi sacri ai pagani) non sarebbero stati validi. Questa posizione presupponeva, dunque, che i sacramenti non avessero efficacia di per sé, ma che la loro validità dipendesse dalla dignità di chi li amministrava.
Nel 311 Ceciliano di Cartagine era stato consacrato vescovo da Felice di Aptungi, quest'ultimo sospettato di apostasia. Sebbene la posizione prevalente della Chiesa romana fosse quella di ritenere tale sacramento valido, alcuni ecclesiastici guidati da Donato di Case Nere si opposero dando vita a uno scisma e appellandosi a Costantino. Questi, desideroso di ricomporre al più presto la situazione, ordinò a Ceciliano di presentarsi di fronte a lui con dieci vescovi della sua fazione e dieci dell'altra, e scrisse a papa Milziade perché aprisse un'inchiesta. Infine, l'imperatore convocò nel 314 un concilio ad Arles che dichiarò il donatismo eretico e non compatibile con la fede cristiana, affermando l'indipendenza del sacramento dalle qualità morali di chi lo amministrava. Ciò, tuttavia, comportò uno scisma all'interno della Chiesa nordafricana tra le due posizioni teologiche, che perdurò per secoli. Si trattò della prima volta in cui un imperatore romano intervenne direttamente negli affari della Chiesa.

### Nascita del culto dei martiri

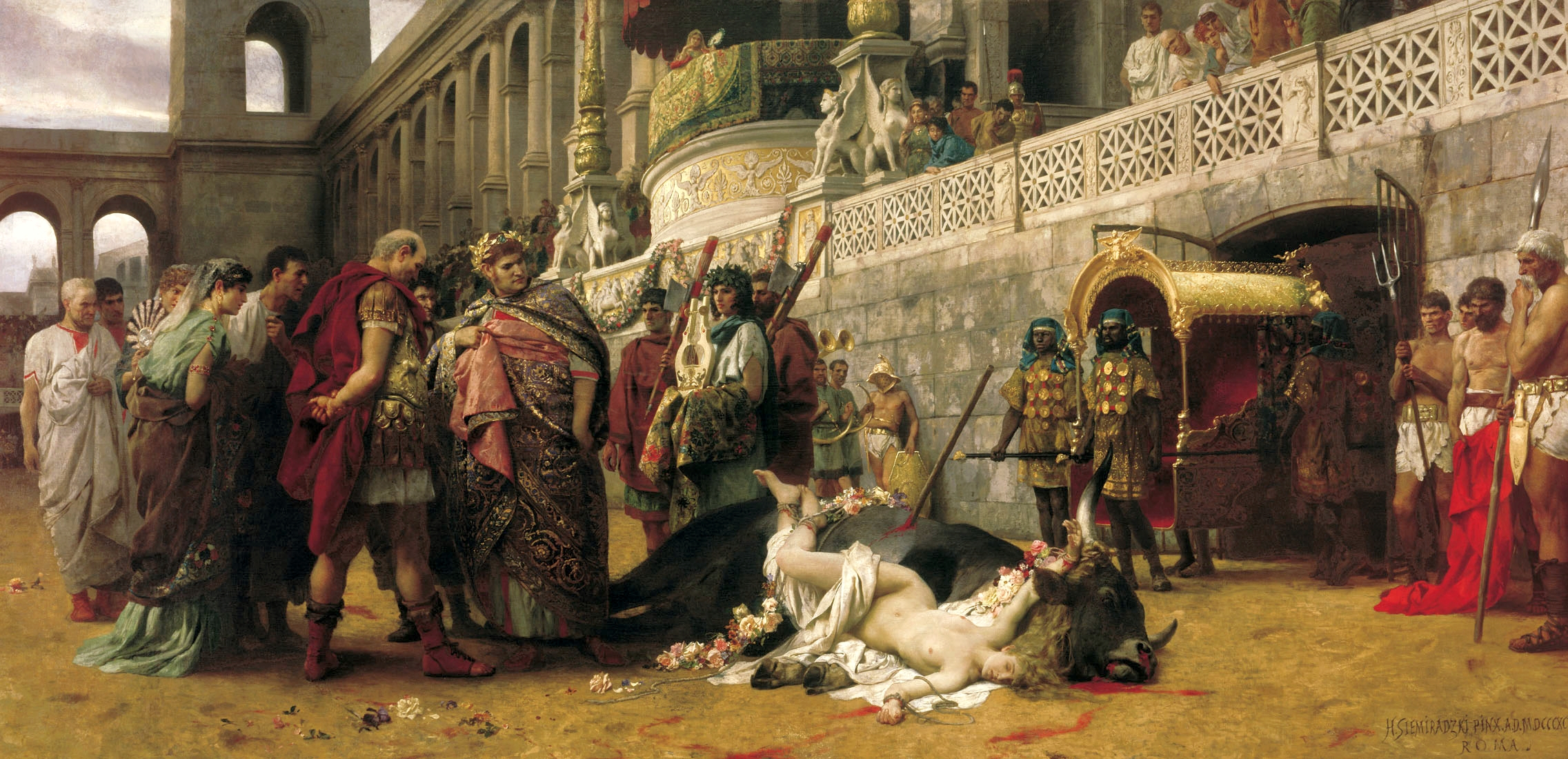
Una Dirce cristiana (olio su tela del pittore Henryk Siemiradzki, 1897, Varsavia, museo nazionale)

Una delle conseguenze delle persecuzioni fu l'attestazione nelle primitive comunità cristiane del culto dei martiri, ovvero coloro che erano stati vittime delle oppressioni perdendo la vita nel confessare la propria fede in Gesù Cristo e nei suoi insegnamenti. Per essi si arrivò a una vera e propria venerazione che giungeva quasi a invidiarne la sorte, in quanto considerati un modello di santità. Parallelamente nacque una folta produzione letteraria di Passiones in cui si descrivevano i processi e le esecuzioni di coloro che subirono le persecuzioni. Tra questi acta si ricordano la Passio sanctorum Scilitanorum, la Passio Perpetuae et Felicitati, la Passio Montani et Lucii, gli interrogatori di san Dionigi, gli interrogatori di San Cipriano. Nei secoli successivi, fino al medioevo, tale produzione continuò, seppure a carattere leggendario e apologetico.
Divenne abituale trasformare le tombe dei martiri e le loro abitazioni in luoghi di culto in cui si radunavano i fedeli, spesso in clandestinità, per tributare preghiere e onori al confratello defunto; a partire dal IV secolo, quando il cristianesimo poté essere professato liberamente, sorsero nelle stesse ubicazioni le prime basiliche o Martyrion, anche se talvolta, soprattutto a oriente, si preferì traslarne i corpi in edifici più degni.
Nelle fasi iniziali, il culto dei martiri era soprattutto locale e ogni comunità venerava i propri, a cui venivano dedicate le celebrazioni più solenni nell'anniversario della loro morte (depositio martyrum o dies natalis). Successivamente, la loro venerazione andò a diffondersi nelle comunità ecclesiastiche di tutta la cristianità, anche grazie alla traslazione delle reliquie; nel VI secolo il culto dei martiri era ormai diventato universale tanto da essere definito come «l'omaggio rispettoso e riconoscente della comunità cristiana a chi si era sacrificato per essa, la confidenza in colui che tutto aveva dato a Cristo e quindi tutto poteva ripromettersi da Lui, la preghiera rivolta in forma semplice e discreta a chi era sicuramente nella gloria del Cristo».

### L'arte cristiana nel III secolo

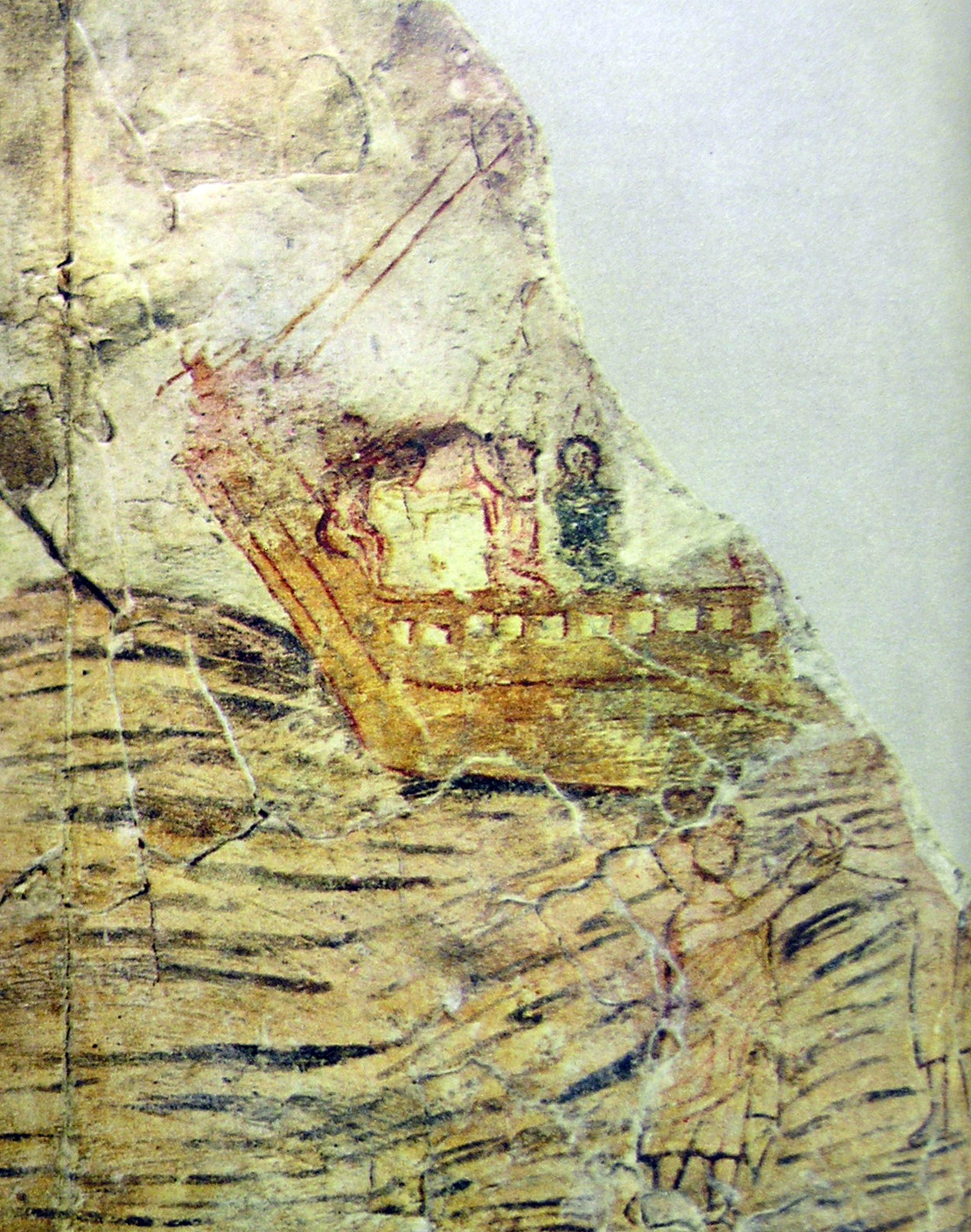
Cristo cammina sulle acque, affresco nella casa-chiesa di Dura Europos

Nonostante le sanguinose persecuzioni, durante il III secolo si assistette a un incremento generalizzato della pratica di eseguire raffigurazioni a tema religioso all'interno dei luoghi di culto cristiani. Pertanto, i fedeli non si limitarono più a decorare soltanto oggetti liturgici e loculi, ma iniziarono a essere affrescate anche le pareti delle catacombe e delle domus ecclesiae (abitazioni private dedicate al culto). Tra gli esempi più noti giunti fino a noi, le domus ecclesiae ritrovate sotto le basiliche romane dei Santi Giovanni e Paolo e di San Clemente al Laterano, entrambe a Roma, e gli affreschi della casa-chiesa di Dura Europos in Siria (probabilmente il primo affresco a tema cristiano che si conosce).
È stato sottolineato come gli stili con cui vennero realizzate tali opere differiscano notevolmente da una zona geografica all'altra, ma come i temi siano, invece, molto simili; a tal proposito gli studiosi hanno proposto la possibilità che in seno ai cristiani del tempo fossero sorti dei gruppi che svolgevano un'intensa attività missionaria, spostandosi a largo raggio, e che utilizzavano le rappresentazioni sacre a scopo didattico.
Tra i temi biblici più frequentemente rappresentati, che poi si svilupperanno anche nel secolo seguente, vi sono l'Arca di Noè, il Sacrificio di Isacco, Passaggio del mar Rosso, i Tre giovani nella fornace, Susanna e i vecchioni, Giona e la balena, Daniele nella fossa dei leoni. Tra le rappresentazioni neotestamentarie troviamo invece alcuni miracoli di Gesù, l'Incontro con la samaritana, moltiplicazione dei pani e dei pesci, Battesimo di Gesù.

## IV secolo: l'imperatore Costantino e l'epoca dei grandi concili

### Svolta costantiniana

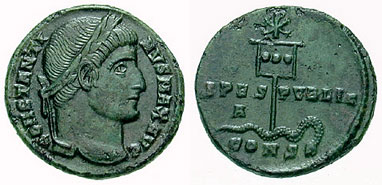
Moneta di Costantino (ca.327) con la rappresentazione del monogramma di Cristo sopra il labaro imperiale

Quando, nel 306, Costantino divenne imperatore romano, la religione cristiana conobbe una legittimazione e un'affermazione impensabili solamente fino a pochi anni prima, ricevendo prima diritti e poi addirittura privilegi. Era consuetudine che ogni nuovo imperatore proponesse il culto di una nuova divinità, la scelta di Costantino a favore del Dio dei cristiani fu da lui spiegata a seguito di un sogno premonitore prima della sua grande vittoria nella battaglia di Ponte Milvio. Gli storici ritengono che tale decisione fosse dovuta sia alla volontà di dare vita a una nuova era, sia nella speranza che il cristianesimo, oramai diffuso in tutte le classi sociali, potesse rappresentare un valore comune su cui riformare l'impero nel segno dell'unità. Con l'Editto di tolleranza di Milano del 313, più probabilmente un accordo con Licinio che un vero editto, Costantino avviò una sempre più sistematica integrazione della Chiesa all'interno delle strutture politico-amministrative dello Stato, arrivando a considerarsi alto patrono della Chiesa, e ritenne di doverne favorire lo sviluppo e la purezza delle dottrine. Una serie di editti successivi restituirono alla Chiesa cristiana le proprietà precedentemente confiscate, sovvenzionando le sue attività e sollevando il clero dai pubblici uffici.
Grazie a tutto ciò, i cristiani poterono venire allo scoperto come non mai; si costruirono dunque grandissime chiese, come la basilica di San Giovanni in Laterano, allora in grado di ospitare fino a 10 000 fedeli. Roma, tuttavia, rimaneva ancora una città prevalentemente pagana, le cui famiglie aristocratiche erano restie a lasciare le antiche tradizioni. I vescovi cristiani poterono godere di un'affermazione sociale, a cui seguirono importanti incarichi pubblici. Un esempio di questa elevata classe vescovile fu Eusebio di Cesarea, fidato consigliere dello stesso imperatore, di cui scrisse una biografia.

### Arianesimo e il concilio di Nicea

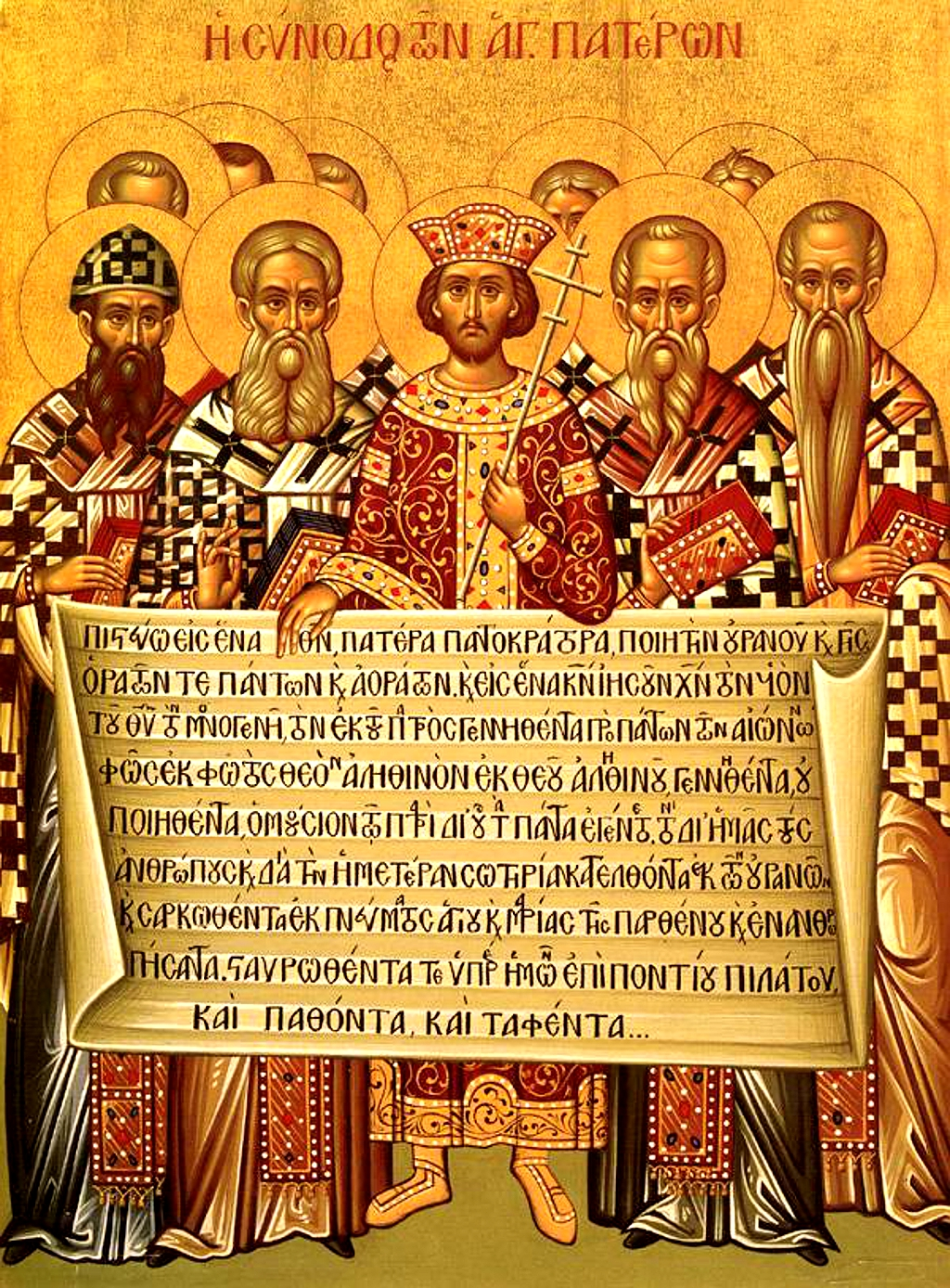
Icona raffigurante l'imperatore Costantino al centro con ai lati i vescovi del concilio di Nicea che sorreggono il testo del simbolo niceno-costantinopolitano del 381

Sebbene Costantino confidasse nel cristianesimo per raggiungere quell'unità che auspicava per il suo impero, dovette ben presto rendersi conto delle divisioni teologiche che continuavano a lacerare le comunità cristiane. Una delle controversie più gravi ebbe origine intorno agli inizi del IV secolo, a seguito della predicazione da parte del presbitero Ario che il Figlio di Dio, in quanto "generato", non potesse essere considerato Dio allo stesso modo del Padre, proprio perché la natura divina è unica; una posizione teologica in netto contrasto con l'ortodossia cristiana. A causa di tali insegnamenti, Ario era già stato scomunicato dal patriarca di Alessandria Pietro I ed era fuggito in Siria e Palestina dove le sue predicazioni trovarono terreno fertile, diffondendosi velocemente per tutto l'impero. Illustri filosofi cristiani si schierarono a favore delle tesi ariane.
La teoria proposta da Ario presentava delle enormi conseguenze teologiche, minando l'ortodossia del cristianesimo e lo stesso progetto di Costantino di unità del suo impero. Pertanto, l'imperatore scelse inizialmente di non schierarsi personalmente mantenendosi invece neutrale, affidando a un sinodo di vescovi il compito di dirimere la questione. Così Costantino convocò nel 325 un concilio a Nicea, il primo concilio ecumenico generale della Chiesa, con lo scopo di stabilire definitivamente il dogma della Trinità. Lo stesso imperatore seguì personalmente i lavori conciliari, fissò gli argomenti di discussione e prese talvolta parte alle discussioni; papa Silvestro inviò due legati. Il concilio si concluse con la condanna delle dottrine ariane e l'elaborazione della prima organica stesura del credo cristiano con cui si affermava che Cristo fosse della stessa sostanza del Padre (Homoousion). Nonostante tale risultato, l'arianesimo non scomparve e, anzi, si diffuse velocemente in tutto l'Oriente.

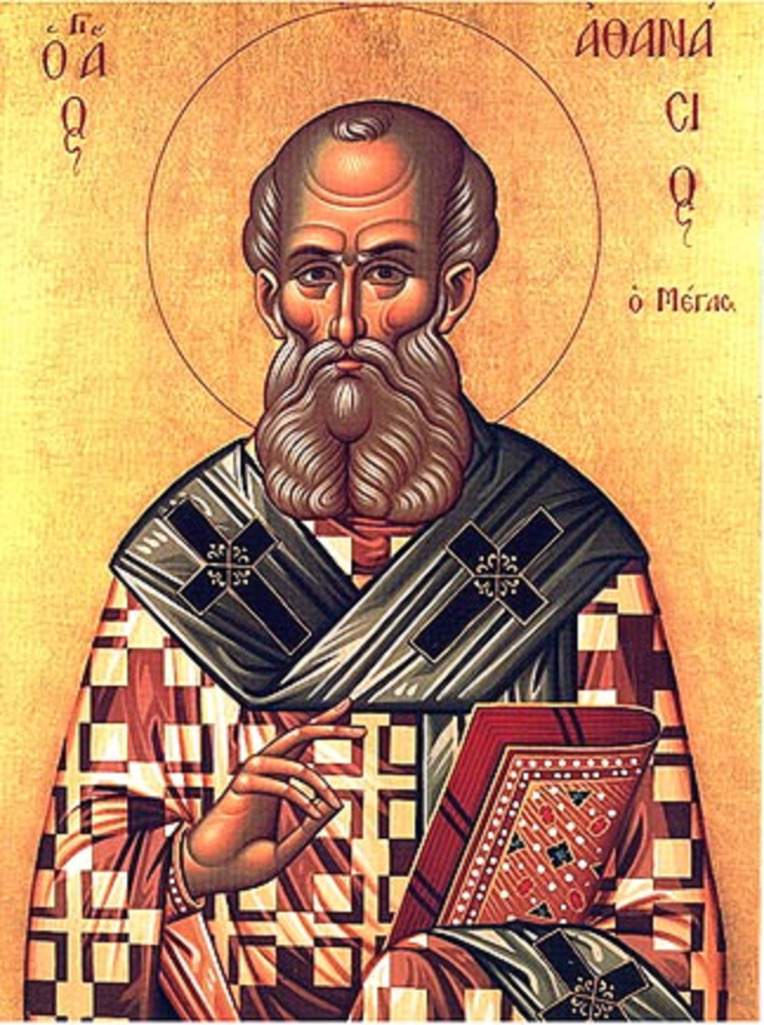
Icona raffigurante Sant'Atanasio vescovo d'Alessandria e strenuo difensore del concilio di Nicea

La questione ariana si ripresentò gravemente poco più di un decennio dopo la chiusura del concilio di Nicea. In quel momento la cristianità si dibatteva per trovare una posizione univoca: da una parte la Chiesa di Roma, sede patriarcale d'Occidente, guidata dal vescovo di Roma Giulio I, fermo difensore dei principi del concilio di Nicea; dall'altra la Chiesa d'Oriente, più speculativa e culturalmente vivace, presentava molte facce che andavano dall'arianesimo puro a infinite sfumature del semi-arianesimo. Teatro principale dello scontro che si stava consumando fu, in particolare, la diocesi di Alessandria dove il vescovo Atanasio, energico sostenitore del sinodo niceno, era stato deposto, dopo che il primo concilio di Tiro, tenutosi nel 335, aveva dato seguito alle accuse mossegli dai nemici ariani.
Nel 337 l'imperatore Costantino morì, lasciando l'impero ai suoi tre figli maggiori: Costantino II (regnò su Gallia, in Britannia, Spagna e Mauritania), Costante I (a cui andarono Italia, Africa, Pannonia e Illirico, poi anche tutto l'Occidente), Costanzo II (inizialmente regnò sull'Oriente prima di riunificare l'impero). Tale divisione esacerbò ancora di più la frattura interna della Chiesa, con l'Occidente e l'Egitto che rimanevano prevaletemene aderenti al credo niceno, mentre l'Oriente era sempre più incline ad accogliere le tesi ariane. Costante fu il primo a cercare di risolvere la questione tramite un compromesso e, in accordo con Giulio I, riunì nel 343, il concilio di Sardica (l'odierna Sofia), a cui intervennero 94 vescovi occidentali e 66 orientali. Presente Atanasio e, in assenza del papa, diretto da Osio di Cordova, i dibattiti sfociarono presto in alterchi talmente violenti che gli orientali si ritirarono in un sinodo parallelo a Filippopoli, in Tracia. Il concilio si concluse dunque fallendo pienamente nello scopo di ricomporre la frattura nella cristianità, rivelando per la prima volta i sintomi dello scisma «fra le chiese Greca e Latina, le quali si separarono per l'accidentale discordia della fede e la permanente diversità delle lingue», ma venne comunque riaffermato il Credo niceno e Atanasio venne riabilitato.

### Aggravamento degli scontri

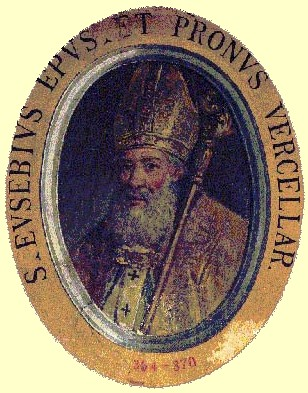
Effigie di Eusebio di Vercelli, la sua opposizione fu fondamentale perché il credo niceno non venisse soppiantato dall'arianesimo in Occidente

A complicare la situazione fu la presa di posizione a favore dell'arianesimo da parte dell'imperatore Costanzo II (337–361), che fece di tale dottrina cristologica, di cui era fervente sostenitore, quella ufficiale dell'impero. Per raggiungere i suoi scopi, Costanzo promosse numerosi concili, per mezzo dei quali furono deposti i vescovi che gli si opponevano e che furono poi sostituiti con fedeli ariani; spesso l'imperatore non lesinò l'uso della forza. In occasione della successione del vescovo Alessandro di Costantinopoli, l'ariano Macedonio ottenne la sede episcopale solo con la forza e con l'intervento militare, dopo che il rivale Paolo, vicino alla Chiesa di Roma, fu rapito, esiliato e assassinato. Lo stesso vescovo si sentì autorizzato dall'autorità imperiale di Costanzo, che lo proteggeva e aveva favorito il suo insediamento, a imporre il suo ministero anche con la tortura e la forza delle armi. Analoghe situazioni si ebbero nelle diocesi di Antiochia, di Sirmio, di Cesarea di Palestina, dove vennero insediati vescovi filo-ariani.
Anche in Occidente si cercò di imporre la fede ariana, ma grazie all'efficace opposizione di vari vescovi dissidenti, tra cui Eusebio di Vercelli, Lucifero di Cagliari, Dionisio di Milano e Ilario di Poitiers, il credo niceno non fu mai abbandonato nonostante duri scontri. Nel concilio di Milano del 355, presenziato da Eusebio di Vercelli, i vescovi fedeli all'imperatore ariano rifiutarono l'accettazione preventiva delle disposizioni nicene, e i disordini che ne seguirono convinsero Costanzo a intervenire personalmente, ordinando che tutti i vescovi condannassero Atanasio e che i dissidenti fossero esiliati. L'imperatore trovò la dura opposizione del vescovo di Roma, Liberio, che arrivò a cacciare malamente un inviato imperiale giunto a Roma per esercitare pressione su di lui. Come risposta Costanzo fece arrestare Liberio, con l'accusa di essere un sostenitore della restaurazione dell'antica Repubblica romana. Condotto in esilio in Tracia dopo che non aveva voluto arretrare dalle sue posizioni, fu sostituito con Felice; anche Atanasio fu nuovamente esiliato. Il duro esilio incrinò la fermezza di Liberio, che cedette: la scomunica di Atanasio fu accettata e fu promulgata una bolla, in cui si asseriva che «il Figlio era in tutte le cose simile al Padre», che, sebbene non sconfessasse il credo niceno, lo andava a indebolire. Nel 358 gli fu permesso di fare ritorno a Roma.

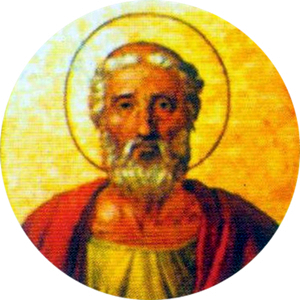
Liberio fu costretto all'esilio durante gli scontri tra ariani e sostenitori del credo niceno

Liberio, come riferisce Girolamo, rientrò a Roma alla stregua di un conquistatore, poiché probabilmente la popolazione non era ancora a conoscenza del suo cedimento; Felice fu invece scacciato dalla comunità romana e non poté più farvi ritorno. L'episodio assume una particolare rilevanza storica, in quanto si trattò della prima volta che il popolo di Roma, che nei secoli successivi in diverse occasioni svolse un ruolo fondamentale in queste questioni, impose la sua volontà nell'elezione o nella cacciata di un proprio vescovo.
Nel 359 l'imperatore Costanzo II convocò a proprie spese due concili, uno a Rimini per l'Occidente e uno a Seleucia per l'Oriente, con lo scopo di ricomporre la frattura tra ariani e niceni riguardo alla dottrina cristologica. A Rimini i vescovi raffermarono la propria fede secondo la dottrina nicena, mentre a Seleucia prevalse quella ariana. Costanzo accolse favorevolmente solo la seconda e, dopo pressioni, impose anche ai vescovi riuniti a Rimini, non senza difficoltà, di sottoscrivere una formula priva del termine oggetto della contesa, «consustanziale», che prese il nome di «formulario di Rimini».
Alla fine del 361, quando morì Costanzo, oltre a essere revocate le condanne all'esilio per tutti i vescovi, in accordo con il nuovo imperatore Giuliano, Liberio annullò pubblicamente le decisioni di Rimini e, con l'accordo di Atanasio e Ilario, confermò nel loro incarico i vescovi che avevano sottoscritto e successivamente ritirato la loro adesione, a condizione di provare la sincerità del loro pentimento. Alla morte di Liberio, avvenuta nel 366, la situazione religiosa in Occidente si era in massima parte normalizzata nel segno della fede nicena.

### Dal regno di Giuliano (361) alla fine del IV secolo

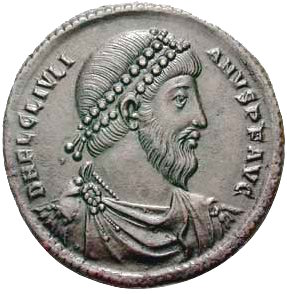
L'imperatore Flavio Claudio Giuliano, detto dai cristiani «l'apostata» per il suo abbandono della fede cristiana in favore della Religione romana

Nonostante i figli di Costantino avessero regnato all'insegna del rigore religioso, la cristianizzazione dello Stato fu un processo lento e talvolta discontinuo. Una battuta di arresto si ebbe con l'imperatore Flavio Claudio Giuliano, autore di un'infruttuosa politica di riforma e di restaurazione della Religione romana classica. Molteplici furono le iniziative volute da Giuliano per raggiungere tale scopo: favorì i pagani ai vertici degli incarichi statali, restituì ai templi i beni precedentemente confiscati, eliminò il monogramma di Cristo dalle insegne dell'esercito, i cristiani vennero discriminati in molti campi. Non ci furono persecuzioni ma Giuliano si guadagnò comunque il soprannome «l'Apostata» dai cristiani, che lo considerarono comunque come un persecutore.
Giuliano morì nel 363 e gli succedette Gioviano che regnò per un solo anno prima che la morte lo cogliesse. I due nuovi imperatori, Valentiniano I e Valente, erano cristiani convinti e quindi abbandonarono definitivamente la politica religiosa di Giuliano. Tuttavia, come era già accaduto con i figli di Costantino I, anche i due nuovi imperatori erano di credo differente, con Valente ariano e Valentiniano fedele al Credo di Nicea. Fu in particolare il primo che intraprese una politica religiosa intransigente, con un aperto sostegno alla confessione ariana: egli bandì nuovamente i vescovi niceni e impose quelli a lui fedeli.

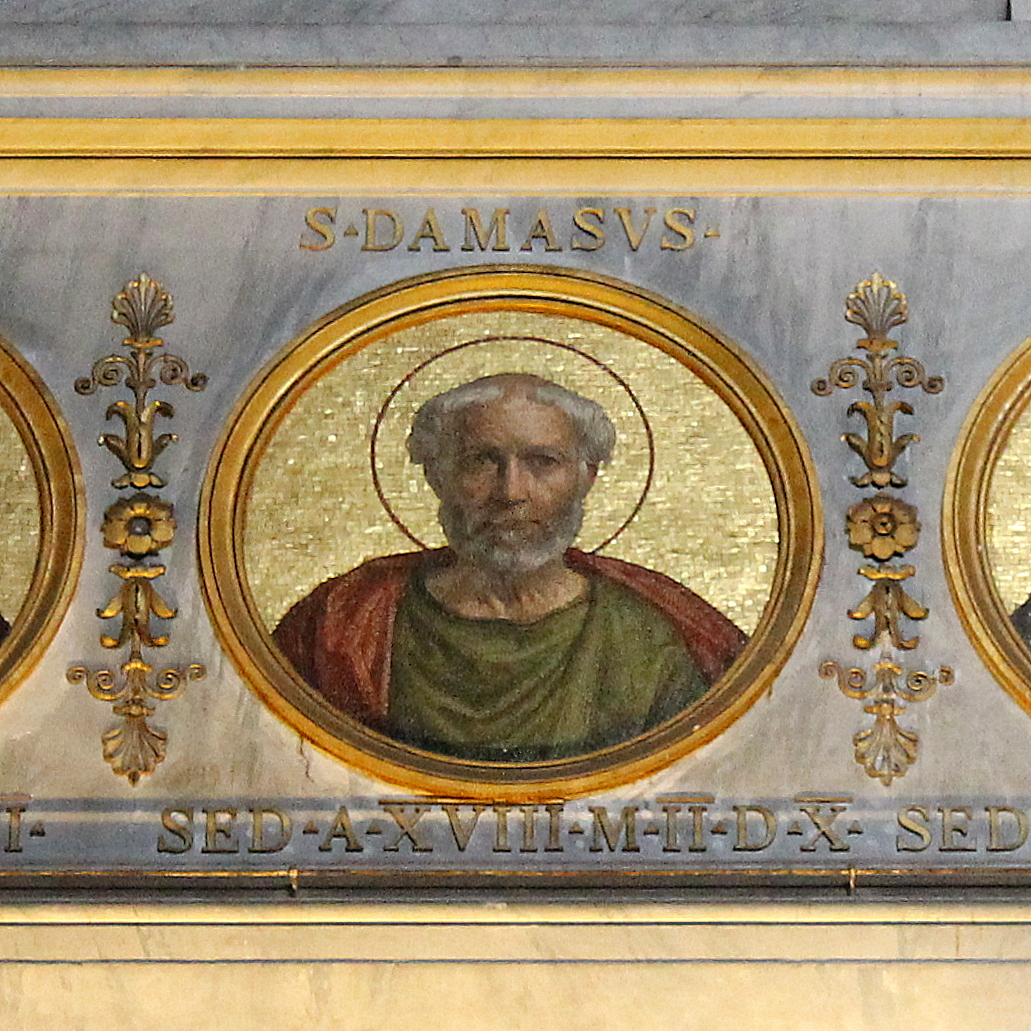
Damaso I, vescovo di Roma

Con la morte di Liberio, avvenuta il 24 settembre 366, i disordini ripresero a Roma. Il clero romano si divise nuovamente in due fazioni: una scelse e consacrò il diacono Ursino; l'altra, composta da coloro che avevano sostenuto Liberio, elesse e consacrò Damaso I. La diocesi di Roma andò dunque incontro a uno scisma, nel corso del quale avvennero episodi di violenze con decine di morti; tale frattura fu ricomposta grazie all'intervento dell'imperatore Valentiniano I, il quale esiliò Ursino. Una volta che Damaso fu saldamente sul soglio pontificio, poté continuare la lotta contro l'arianesimo e le eresie in generale e a rafforzare la sede di Roma. In due sinodi romani (368 e 369 o 370) condannò fermamente l'apollinarismo e il macedonianismo, inoltre scomunicò Aussenzio, il vescovo ariano di Milano.
Damaso, per rafforzare la centralità di Roma nella Chiesa, iniziò un'opera di "latinizzazione" del cristianesimo. Fu in quest'ottica che affidò al suo segretario, Sofronio Eusebio Girolamo (meglio conosciuto come Girolamo), la traduzione in latino della Bibbia dall'antica versione greca ed ebraica, chiamata poi Vulgata.
Valente perse la vita il 9 agosto 378 nella battaglia di Adrianopoli combattuta contro i Goti, lasciando le redini dell'impero a Graziano, figlio di Valentiniano (morto quest'ultimo nel 375). Forse anche grazie all'influenza del vescovo di Milano Ambrogio, il nuovo imperatore avviò una politica fortemente anti-pagana: rifiutò di assumere la tradizionale carica di pontefice massimo, eliminò i privilegi dei collegi sacerdotali pagani e fece togliere dal senato romano l'altare della Vittoria, dando avvio a una lunga polemica fra pagani e cristiani. Furono inoltre emanate alcune disposizioni contro gli ariani in occasione dei concili di Aquileia (381) e di Roma (382); il risultato di questa politica religiosa intransigente fu che il cristianesimo divenne l'unica religione ammessa nell'Impero romano, punto finale di un processo iniziato poco più di mezzo secolo prima con Costantino I.

## La società cristiana del dopo Costantino

### Un'affermazione con risvolti politici
Sebbene la religione di Stato romana fosse rimasta quella pagana, l'epoca costantiniana rappresentò una svolta senza precedenti per il cristianesimo, con effetti che continuarono anche con i suoi successori. L'unico tentativo, peraltro di scarso successo, di restaurare la religione romana classica avvenne tra il 360 e il 363 con il regno dell'imperatore Giuliano, detto per questo "l'apostata". Pertanto, per tutto il IV secolo la Chiesa cristiana guadagnò sempre maggior supporto dallo Stato perdendo tuttavia, nel contempo, l'autonomia e la libertà che possedeva all'inizio. Tale processo culminò nel 380, quando il cristianesimo divenne l'unica e obbligatoria religione dell'Impero.
Il percorso di affermazione del cristianesimo non andò parallelamente a quello che puntava all'unità e alla stabilità interna. La Chiesa era ancora lacerata da numerose diverse posizioni riguardo ad argomenti teologici; la novità fu che la nuova veste del cristianesimo come religione supportata dallo stato comportò frequenti interventi nel dirimere queste diatribe da parte degli imperatori, sempre determinati a far coincidere l'unità del proprio impero con l'unità della religione dei propri sudditi.
Tali ingerenze del potere imperiale non furono tuttavia sempre condivise dai vescovi cristiani, che in diverse occasioni sottolinearono la necessità di delimitare le sfere di competenza, un tema che poi proseguirà per secoli. Se nella parte orientale dell'impero i vescovi accettarono con maggior convinzione gli interventi dello Stato nelle questioni interne, benché non mancassero dei critici come Atanasio e Basilio, in Occidente la Chiesa riuscì a conquistare una posizione di maggior autonomia.
Oltre che a livello politico, il cristianesimo dopo Costantino conobbe profonde modifiche anche a livello sociale con l'accelerazione di alcuni processi già in corso e con l'affermazione di nuovi. Dopo essere stati considerati una minoranza socialmente sospetta e odiata, i cristiani arrivarono a godere di una parità di trattamento fino a quel momento inimmaginabile. Grazie ai finanziamenti dell'impero, in quasi tutte le città sorsero chiese e, a partire dal 321 la domenica divenne ufficialmente il giorno di riposo e quello dedicato al culto.
Infine, si deve ricordare che nel IV secolo il cristianesimo continuò la sua espansione anche al di fuori dell'impero romano: verso la metà del secolo Frumenzio convertì il re Ezanà di Axum, come raccontato da Rufino di Aquileia nella sua Historia Ecclesiastica.

### Ordinamento ecclesiastico, ruolo dei vescovi e del clero
Già prima di Costantino la Chiesa cristiana poteva contare su un modello organizzativo efficiente. Con l'uscita dalla clandestinità questo poté essere rafforzato e strutturato ancora meglio, tanto che nel corso del IV secolo andò a complementare l'organizzazione imperiale. Tale modello era, geograficamente, basato soprattutto sulle sedi vescovili o diocesi, una suddivisione amministrativa che ricalcava le diocesi dell'impero romano, che nel corso del secolo comprendevano tutti i principali capoluoghi imperiali. Le diocesi erano guidate da un vescovo, eletto inizialmente dalla comunità dei fedeli, ma successivamente attraverso procedure ben definite, secondo una legislazione canonica che mutò diverse volte nel tempo.
Sebbene i vescovi avessero tra di loro pari dignità, si fecero strada differenze di importanza a seconda della grandezza, del prestigio, dell'antichità della diocesi che guidavano. Differenze nella figura del vescovo vi furono anche tra Oriente e Occidente: nel primo caso, i vescovi erano solitamente provenienti dalla nobiltà di campagna (curiales) e nel loro ufficio dovettero spesso essere limitati nell'autorità dalla forte presenza dell'amministrazione imperiale, mentre in Occidente il declino della potestà imperiale a seguito delle invasioni barbariche lasciò i vescovi maggiormente autonomi anche nella gestione di aspetti secolari. Di certo la loro reputazione era oramai consolidata, tanto che nel corso del 300 poterono essere considerati a tutti gli effetti funzionari statali a cui venivano concessi privilegi e, dal 318, il potere di giudicare i processi civili in cui erano coinvolti dei cristiani. Essi godevano di esenzioni fiscali, portavano il pallio e copricapi propri, mentre quelli di più alto rango sedevano su un trono. Nel corso del IV secolo, inoltre, subì un'accelerazione il rafforzamento del primato della sede vescovile di Roma sulle altre e papa Damaso I contribuì notevolmente a tale sviluppo. Tuttavia, ciò non sempre fu ben accetto nelle altre sedi vescovili, in particolare a Oriente, seppur tutte ammettessero che il papa di Roma avesse una superiorità in ambito teologico e dottrinale, in quanto successore di Pietro apostolo.
Sottoposto al vescovo vi era il clero, una categoria che andò ad aumentare significativamente nel numero e nei privilegi. Benché non si sappia molto a proposito di chi facesse parte del clero e quali fossero esattamente le sue funzioni, è certo che dopo Costantino esistesse una formazione specifica per chi ricopriva tale ruolo e si definì formalmente una distinzione tra clero superiore, a cui appartenevano presbiteri e diaconi consacrati dal vescovo, e clero inferiore, composto da suddiaconi, accoliti, ostiari e lettori. Al clero veniva richiesta una buona condotta morale e un decoro nell'aspetto esteriore, si consigliava di astenersi dai rapporti sessuali e si vietavano ordinazioni di persone troppo giovani.

### Liturgia e culto

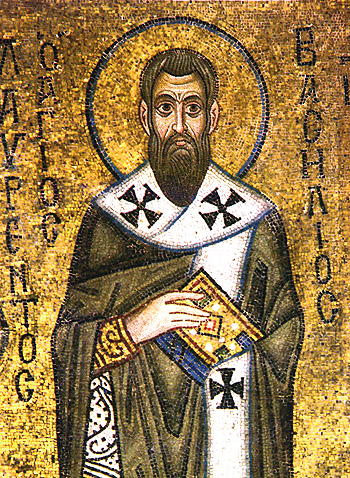
San Basilio Magno, sostanziali furono i suoi contributi al delinearsi della liturgia cristiana

La svolta costantiniana cambiò anche la liturgia delle comunità cristiane, divenuta più complessa e strutturata. Il giorno dedicato alla celebrazione eucaristica rimase la domenica, la quale divenne festività ufficiale dello Stato, mentre le altre ricorrenze del calendario andarono a definirsi lungo tutto il secolo, sostituendo le celebrazioni pasquali con quelle dei principali santi. La Pasqua era la festa cristiana più importante, sebbene sorsero differenze sulla sua interpretazione: a Oriente era la commemorazione della passione di Cristo, mentre a Occidente la celebrazione era incentrata sulla resurrezione; inoltre, la data differiva a seconda delle regioni geografiche e si dovette aspettare il concilio di Nicea perché si decidesse di fissarla alla prima domenica dopo il primo plenilunio seguente all'equinozio di primavera. Il Natale iniziò a essere festeggiato dalla metà del secolo, con l'Occidente che lo celebrava il 25 dicembre in ricordo della nascita di Gesù e l'Oriente il 6 gennaio in memoria del suo battesimo.
Anche la liturgia variava a seconda del luogo, se in Occidente le varie diocesi seguivano le scelte della sede papale di Roma riconoscendone l'autorità in campo dottrinale, in Oriente l'affermazione delle sedi patriarcali di Costantinopoli, Alessandria, Antiochia, e Gerusalemme, dette origine a una moltitudine di riti diversi anche per la lingua e maggiormente elaborati. Teologi di alto spessore, come il vescovo Cirillo di Gerusalemme e Giovanni d'Antiochia, contribuirono alla formazione di tali complesse liturgie.

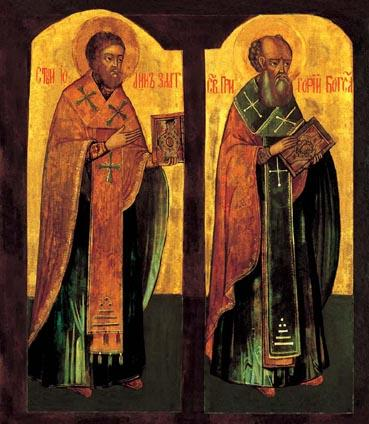
Giovanni Crisostomo di Antiochia e Gregorio Nazianzeno, importanti teologi del IV secolo

Tra i riti quello del battesimo rimaneva il principale, ma con la riaffermazione del peccato originale da parte di Sant'Agostino verso la fine del IV secolo andò a mutare il significato, passando dal sacramento che sanciva l'ammissione alla comunità dei cristiani a una purificazione dal peccato ereditato da Adamo. Ai peccatori era concesso di redimersi grazie al rito della penitenza, che doveva essere pubblico e amministrato da un vescovo. La penitenza poteva durare anni e il penitente era tenuto a recitare preghiere e a dover partecipare alle funzioni religiose in un posto riservato.
Verso la fine del IV secolo venne a delinearsi con sempre maggior precisione la celebrazione eucaristica, divisa in due parti. La prima, pubblica, era incentrata sulla lettura dei testi sacri, la predicazione del vescovo e il canto dei salmi; la seconda parte, riservata a coloro che erano stati battezzati, si focalizzava sull'eucaristia. Inizialmente celebrata esclusivamente dal vescovo, con l'ampliarsi del numero dei fedeli e il moltiplicarsi dei luoghi di culto, si dovettero delegare anche i preti.
Il culto dei martiri e dei santi guadagnò sempre maggiore importanza. A questi, i cristiani, non solo rivolgevano preghiere spirituali, ma chiedevano pure grazie terrene e guarigioni dalle malattie. I loro corpi venivano spesso esumati per ricavarne reliquie che venivano venerate dai fedeli, un fenomeno tanto importante che si dovettero impartire delle disposizioni per contrastare il commercio di tali spoglie mortali. Ad ogni modo, il bisogno dei fedeli di avvicinarsi ai corpi di coloro che in vita avevano dimostrato elevatissime virtù cristiane, fu tale che si venne ad affermare la consuetudine dei pellegrinaggi. Anche i viaggi in Terrasanta divennero frequenti. Nel 415 venne ritrovato il presunto corpo di Santo Stefano che venne fatto traslare a Gerusalemme dal vescovo Giovanni II e collocato nella basilica della Dormizione di Maria, dove fu oggetto di numerosi pellegrinaggi dopo che si era sparsa la voce di diversi miracoli avvenuti. Anche Roma, considerata città santa, fu meta di numerosi viaggiatori spinti dalla fede cristiana.

### Arte e architettura

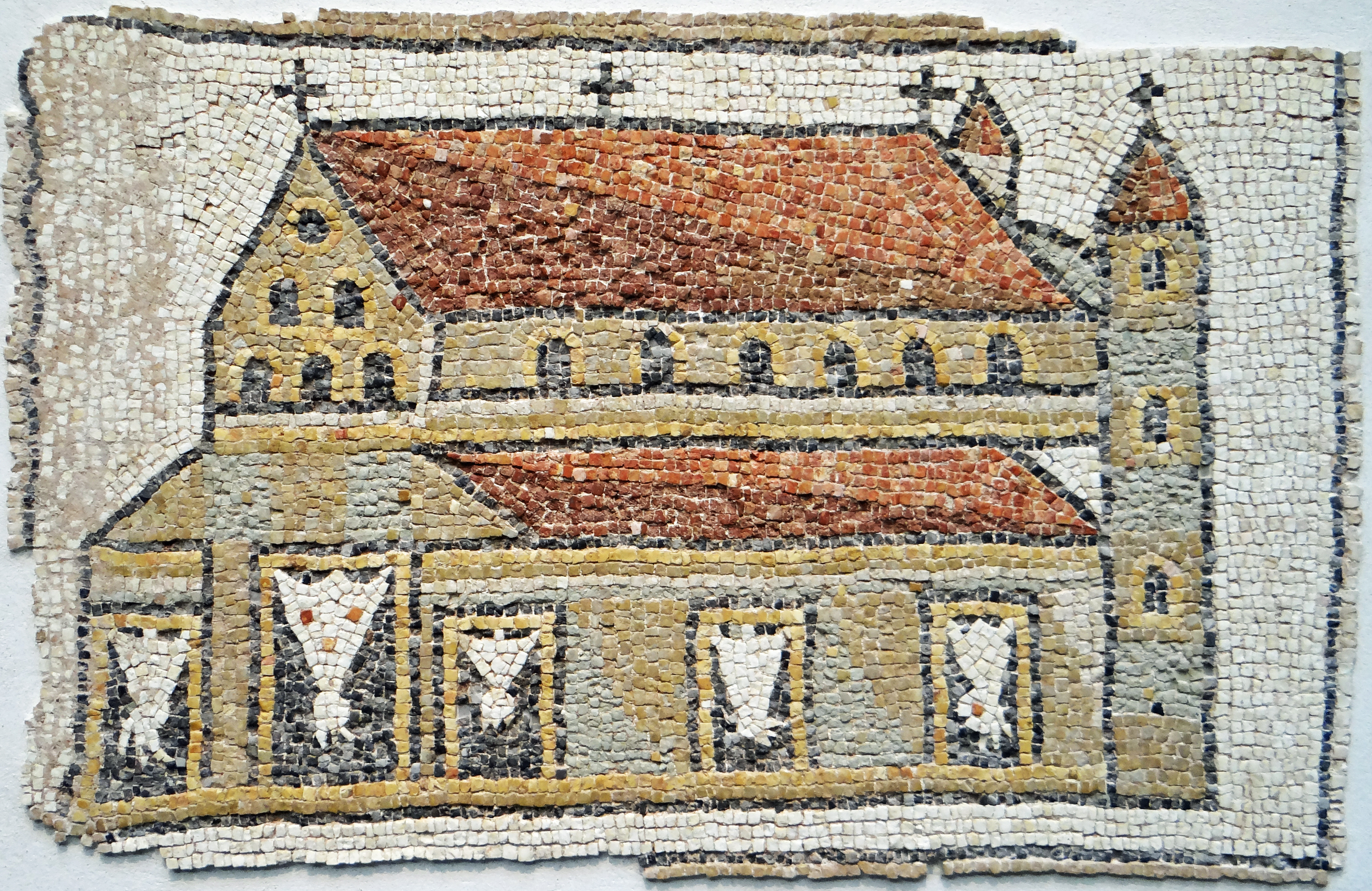
Un mosaico bizantino del V secolo che mostra una basilica

La piena tolleranza religiosa ebbe riflessi anche sull'arte e sull'architettura cristiane. Non dovendo più vivere in clandestinità, ora i cristiani poterono dotarsi di luoghi di culto dedicati e di vaste dimensioni poiché vi era la necessità di accogliere un sempre maggior numero di convertiti. Iniziarono dunque a essere edificate le cappelle commemorative, i battisteri e le basiliche, edifici spesso caratterizzati da un'abside e da una grande navata centrale (elementi tradizionali dell'architettura romana adattati alle nuove esigenze) che sostituirono le primitive domus ecclesiae. Molte ricche famiglie romane convertite finanziarono personalmente la costruzione di tali edifici coinvolgendo i propri architetti e artisti con il duplice effetto di un miglioramento della qualità delle opere e di una progressiva influenza dell'arte romana. Grandi edifici, spesso realizzati riconvertendo i vecchi santuari pagani, sorsero a Roma, in Palestina, ad Antiochia, a Betlemme, a Gerusalemme, a Treviri e a Costantinopoli.
Dal IV secolo, nelle raffigurazioni gli apostoli iniziarono ad apparire come filosofi romani vestiti di tunica, mentre i classici temi pagani vennero cristianizzati. La stessa figura del Cristo subì mutamenti: se agli inizi del 300 veniva solitamente rappresentato come un giovane senza barba, con chiare influenze dall'arte ellenistica, già alla fine del IV secolo iniziò gradualmente ad assumere l'aspetto di un uomo con la barba e i capelli scuri. Anche gli accesi dibattiti sulla cristologia finirono per influire sulle rappresentazioni artistiche, con la Trinità che divenne un tema frequente, ma declinato nelle diverse dottrine che si contrapponevano.

### Nascita del monachesimo: anacoreti e cenobiti

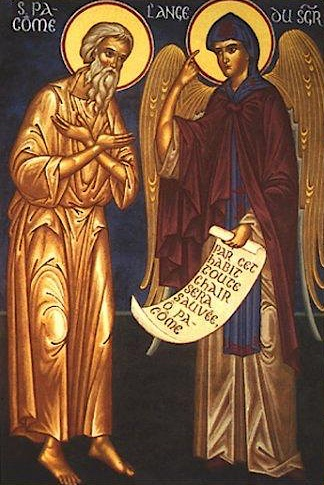
San Pacomio riceve la regola da un angelo. Pacomio è considerato il fondatore del cenobitismo e la sua regola monastica fu usata come modello per molte altre con cui vennero organizzate le comunità monastiche successive.

Benché già alcuni esempi di cristiani che sceglievano una vita ascetica si possano trovare alla fine del secolo precedente, fu con il IV secolo che prese forma il primitivo monachesimo in ambito cristiano. Tale fenomeno ebbe inizio da scelte spontanee di singoli individui, chiamati anacoreti, che si ritiravano nel deserto alla ricerca di una purificazione spirituale attraverso le privazioni, la solitudine e la preghiera. Non mancarono i casi di chi sceglieva tale vita come critica alla gerarchia ecclesiastica dell'epoca, accusata di essere troppo legata a obiettivi terreni.
In tale ambito, andarono progressivamente a costituirsi due movimenti diversi: chi sceglieva di vivere in totale solitudine e chi invece riconosceva opportuno vivere alcuni momenti insieme a una comunità. Dei primi, gli anacoreti (anachōrētēs, l'esponente più celebre fu sant'Antonio Abate, mentre i secondi, detti cenobiti ebbero origine dalla scelta dell'egiziano Pacomio che intorno al 320 fondò una numerosa comunità nei pressi di Tabennisi (nella regione di Tebaide) governata da una regola, tramite la quale veniva organizzato il lavoro, le liturgie, la vita comune, le esigenze quotidiane dei suoi membri. A essi era richiesta l'obbedienza ai superiori e la rinuncia ai beni personali. Anche per questi cenobiti, che più tardi presero il nome di monàzntes o monachòi (da cui "monaco"), era prevista una quotidianità fatta di ritiro nelle proprie abitazioni individuali, ma, a differenza, degli eremiti, alcuni momenti della giornata, come i pasti e la preghiera, venivano passati comunque insieme agli altri confratelli. Tutta la comunità cenobitica era tenuta a lavorare e grazie a ciò si veniva garantito il suo sostentamento oltre che le azioni caritatevoli verso i poveri. Alla morte di Pacomio, i monasteri che seguivano tale impostazione erano undici e continuarono a crescere nei decenni successivi, diffondendo la sua regola non senza apportare alcune modifiche, spesso volte a renderla meno rigida. In ogni caso, la regola si diffuse un po' alla volta in tutto il mondo cristiano, fungendo di ispirazione ad altre regole che andarono a organizzare altre comunità.
Il movimento cenobitico arrivò in Occidente probabilmente intorno al 340, ossia quando il vescovo Atanasio si recò in Italia in esilio. I più antichi monasteri italiani di cui si ha ricordo sono quelli fondati tra il 357 e il 360 da Martino di Tours a Milano, prima di ritirarsi a vita ascetica e quello del vescovo Eusebio nei pressi di Vercelli, dove ci si ispirava ai modelli orientali. Nel 387 Agostino di Ippona racconta di come nei dintorni di Roma fosse sorto un gran numero di comunità, in cui gli appartenenti vivevano in povertà e in preghiera, mentre le piccole isole del Mediterraneo erano meta di chi sceglieva una vita eremitica.

## Tra IV e V secolo

### L'età di Teodosio I
A seguito della disastrosa battaglia di Adrianopoli in cui perse la vita l'imperatore Valente, Graziano si ritrovò a governare anche la parte orientale dell'impero. Sentendosi impreparato a fronteggiare da solo la pressione barbarica, nominò il 19 gennaio 379 Teodosio I, un nobile e militare spagnolo, imperatore d'oriente che, alla morte di Graziano sarà l'ultimo imperatore a regnare su un Impero romano unito. Con Teodosio si ebbe la definitiva affermazione del cristianesimo nell'Impero romano.

#### L'editto di Tessalonica e il primato di Roma

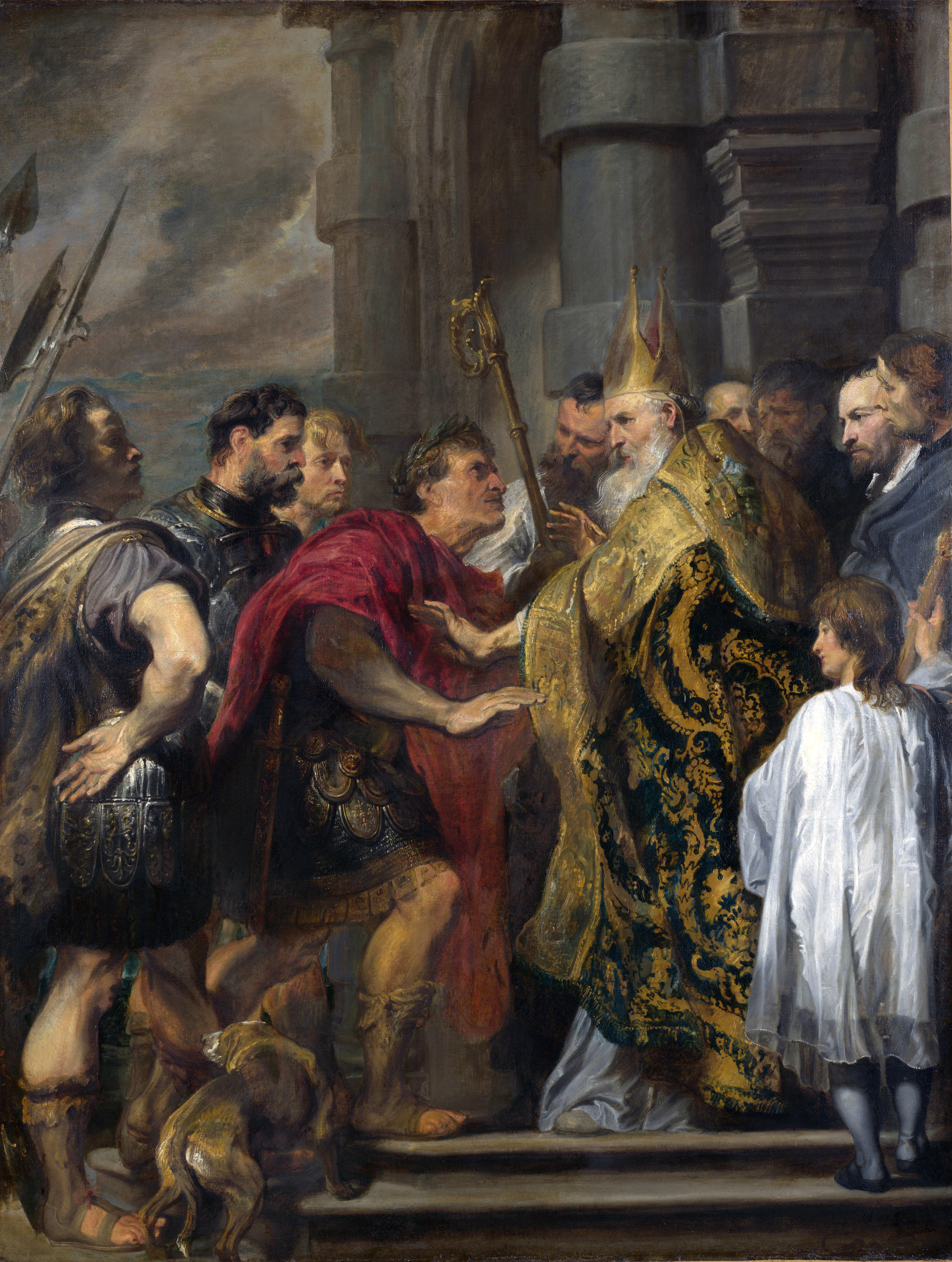
L'imperatore Teodosio e sant'Ambrogio, dipinto di Van Dyck, Palazzo Venezia, Roma. Sant'Ambrogio rifiuta l'ingresso in chiesa all'imperatore.

Appena fu associato al trono imperiale,  Teodosio mise a frutto la sua esperienza e capacità militare nel fermare le invasioni sul confine danubiano. Raggiunta una sostanziale pacificazione, l'imperatore poté dedicarsi ai problemi interni e in particolare di politica religiosa, probabilmente a seguito dell'influenza esercitata su di lui da Sant'Ambrogio. Con l'obbiettivo di ristabilire l'unità all'interno della Chiesa contrastò energicamente le varie dottrine cristologiche giudicate eretiche e favorì il progressivo rafforzamento del primato della sede romana. Inoltre, per portare a conclusione la cristianizzazione dell'Impero, nel 380 promulgò in concertazione con gli altri due augusti (Graziano e Valentiniano II), l'editto di Tessalonica, con il quale il cristianesimo, secondo il credo niceno, diveniva la religione unica e obbligatoria dello Stato, mettendo definitivamente fuori legge i culti pagani. Le nuove norme riconoscevano esplicitamente il primato delle sedi episcopali di Roma e di Alessandria in materia di teologia; grande influenza avevano inoltre i teologi di Costantinopoli, i quali, essendo sotto la diretta giurisdizione dell'imperatore, erano a volte destituiti e reintegrati in base al loro maggiore o minore grado di acquiescenza ai voleri imperiali.
Tuttavia, la figura del vescovo di Roma era ancora percepita in modo differente a seconda delle regioni dell'impero: se in quasi tutta l'Italia la sua giurisdizione era assoluta, al di fuori della penisola tale autorità era presente solo dove si erano insediati vicariati stabili, come in Gallia, in Illiria, Spagna. Altrove, soprattutto in Asia e Nordafrica, la figura del pontefice era quella di patriarca d'Occidente, al pari di quelli di Alessandria, Antiochia, Costantinopoli e Gerusalemme, sebbene il suo prestigio e autorità morale fossero cresciuti negli ultimi decenni.
All'editto di Tessalonica seguirono altre disposizioni normative più severe per contrastare i residui del paganesimo: dopo aver proibito i sacrifici nei templi e di innalzare altari agli idoli, si arrivò infine a vietare qualsiasi forma di culto non cristiano professato anche privatamente. Riguardo alle eresie cristiane, le due più diffuse nel tempo erano l'arianesimo e il manicheismo. Quest'ultima preoccupava maggiormente le autorità, poiché portava con sé l'ambizione di essere una religione universale e, grazie allo spirito missionario dei suoi adepti, in poco tempo aveva fatto proseliti sia in Oriente sia in Occidente, dopo avere avuto origine nell'Impero sasanide.

#### Concilio di Costantinopoli

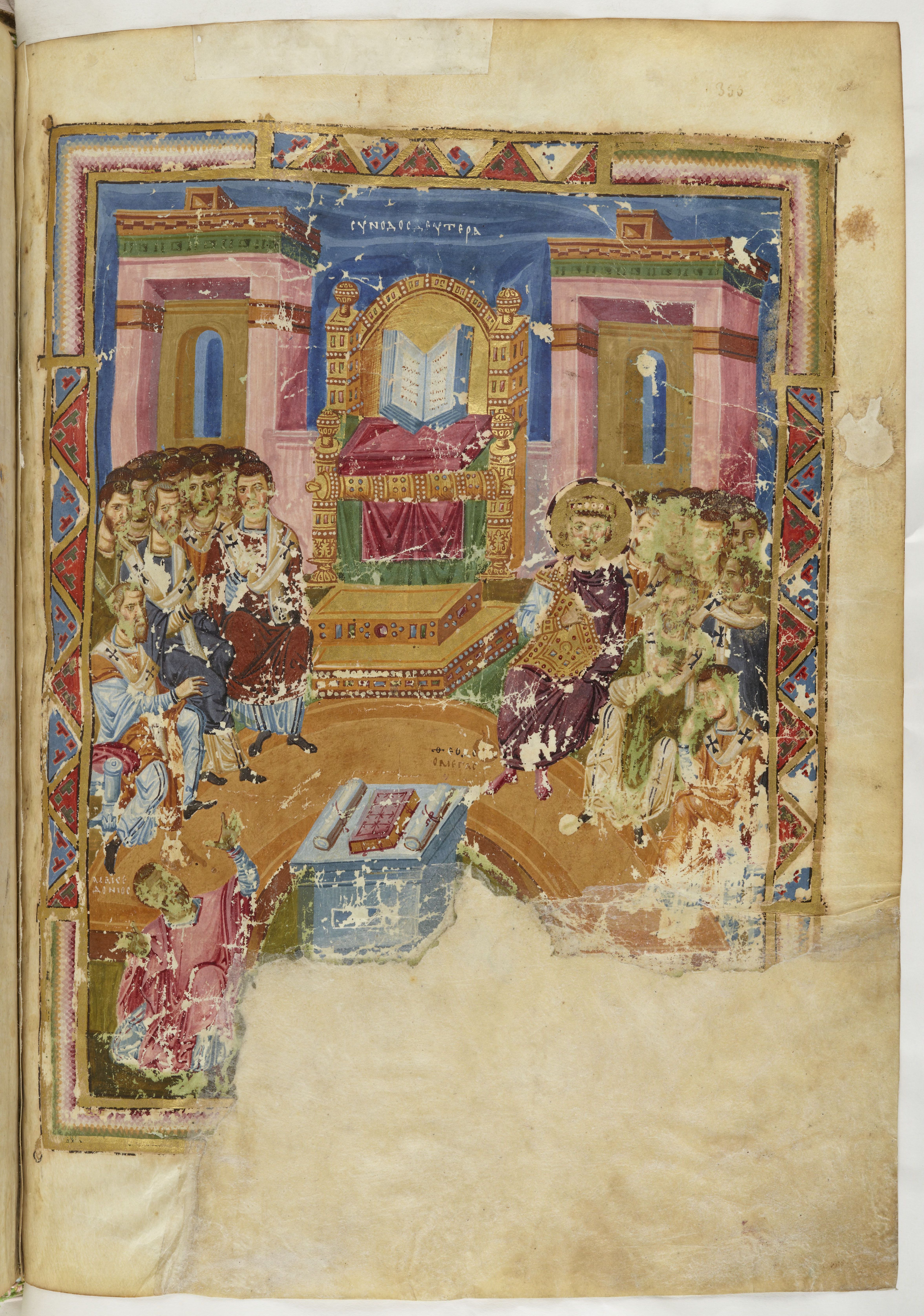
La più famosa rappresentazione del primo concilio di Costantinopoli, miniatura dalle Omelie di san Gregorio 880 circa

L'altra grande eresia che affliggeva l'unità della Chiesa Cristiana era l'arianesimo. Per tentare di risolvere definitivamente la questione, tra la fine del 380 e l'inizio del successivo, l'imperatore Teodosio convocò nella capitale il concilio di Costantinopoli I, considerato il secondo concilio ecumenico della storia dopo quello di Nicea, conferendo al vescovo Melezio di Antiochia l'incarico di presiederlo. La partecipazione fu scarsa, con circa 150 vescovi provenienti quasi tutti dall'Oriente con l'Occidente scarsamente rappresentato. È difficile ricostruire l'andamento dei lavori conciliari poiché, come è stato per quello di Nicea, gli atti andarono persi. Tuttavia, si sa che le conclusioni vennero sottoscritte il 9 luglio e vennero subito trasmesse all'imperatore che a sua volta le rese pubbliche con un editto del 30 luglio.
Il risultato del concilio fu che, oltre alla ferma condanna di tutte le eresie, veniva affermata la divinità dello Spirito Santo e ribadito, in una formulazione più precisa, il "simbolo niceno-costantinopolitano", un'estensione corretta del primo credo niceno del 325, ancora largamente in uso agli inizi del XXI secolo nella liturgia della Chiesa cattolica. Con questo testo si mise definitivamente fine al dibattito dottrinale iniziato con Ario, con l'arianesimo che andò a tramontare diventando una fede sempre più marginale, seppur in grado di permanere in Illiria e di diffondersi nelle popolazioni germaniche da poco convertitesi al cristianesimo, dove sopravvisse per alcuni secoli.

#### Il caso del priscillianesimo
Negli anni 80 del IV secolo la società cristiana si trovò ad affrontare una nuova eresia, il priscillianesimo. Già dal decennio precedente, il nobile spagnolo Priscilliano aveva fondato una comunità di tendenza rigorista con connotati di ascetismo. Gli storici accusano difficoltà nel delineare con precisione quale fosse la dottrina proposta da Priscilliano, probabilmente priva di solide basi teologiche; alcune considerazioni si hanno grazie a Sulpicio Severo che la descrive come un'eresia simile allo gnosticismo (infamis Gnosticorum haeres), attribuendone le origini a un egiziano. Nonostante ciò gli insegnamenti di Priscilliano ebbero grande successo in diversi strati sociali, in particolare tra le donne, per il suo rifiuto dell'unione fra la Chiesa e l'Impero e della corruzione e arricchimento delle gerarchie. In poco tempo si costituirono intorno a lui diversi gruppi di seguaci, non solo in Spagna, ma anche nella Gallia meridionale, dove vennero attratti anche alcuni vescovi che ordinarono vescovo lo stesso Priscilliano.
La Chiesa, preoccupata del diffondersi di tale movimento, il quale appariva critico nei confronti della gerarchia ecclesiastica, condannò Priscilliano e la sua dottrina in occasione di un sinodo dei vescovi spagnoli riunitosi a Saragozza nell'ottobre del 380. Priscilliano non si arrese e nel 382 si recò a Roma per perorare la sua casa presso papa Damaso I, riuscendo a fare annullare il decreto con cui veniva condannato, ma senza trovare l'appoggio sperato per il suo movimento.
Un nuovo sinodo convocato a Bordeaux riconfermò la condanna dell'eresia priscillianista, accusando i suoi seguaci di condotte manichee. Priscilliano accettò di essere giudicato a un processo che si tenne a Treveri nel 385. Dopo una confessione avvenuta a seguito di tortura, venne trovato colpevole di stregoneria (maleficium) e condannato alla decapitazione insieme ad alcuni suoi discepoli. L'episodio è ricordato per essere il primo della storia in cui un eretico veniva messo a morte per decisione di un tribunale religioso e la cui sentenza veniva eseguita dalle autorità secolari. Tale epilogo non fu, tuttavia, unanimemente condiviso dagli esponenti della Chiesa cristiana con alcune importanti personalità, tra cui il vescovo di Milano Sant'Ambrogio e papa Siricio, che criticarono gli accusatori del processo.

### I primi grandi Dottori della Chiesa

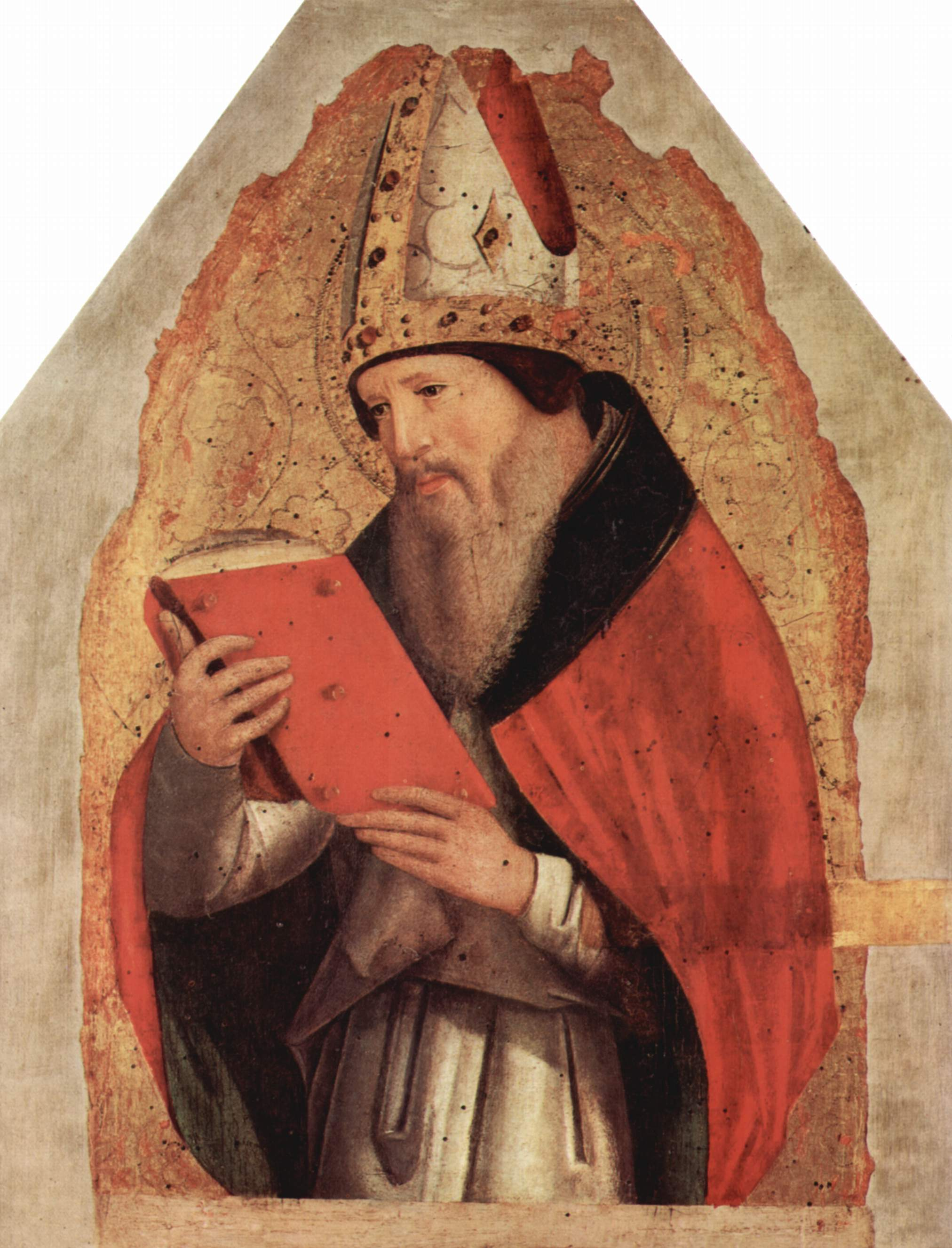
sant'Agostino in un dipinto di Antonello da Messina

Più che i papi e gli imperatori, tra la fine del IV e l'inizio del V secolo a influire sulla teologia della Chiesa cristiana furono principalmente delle eminenti personalità che mostrarono particolari capacità dottrinali e di divulgazione; nel 1298, il papa Bonifacio VIII indicherà questi come "Dottori della Chiesa": si pensi a Sant'Ambrogio, Sant'Agostino e San Girolamo, insieme a San Gregorio Magno, che sarà papa nel VI secolo.
Sant'Ambrogio venne eletto vescovo di Milano per acclamazione, dopo avere con successo mediato tra ariani e cattolici in qualità di funzionario governativo. Fortemente ortodosso e di indole energica, si spese per accrescere il prestigio della diocesi milanese dove fece erigere imponenti chiese di cui quattro ai lati della città, quasi a formare un quadrato protettivo: la basilica di San Nazaro, la basilica di San Simpliciano, la basilica di Sant'Ambrogio e basilica di San Dionigi. Con lui Milano divenne la capitale occidentale del cristianesimo, mentre Roma era ancora in gran parte pagana.
Sebbene molti storici abbiano osservato che la sua influenza sulla cristianità occidentale fosse stata ben maggiore di quella dei papi a lui coevi, egli fu un forte sostenitore del primato del vescovo di Roma, contro altri vescovi che lo ritenevano pari a loro. Scrisse molte opere di morale e teologia in cui combatté a fondo gli errori dottrinali del suo tempo. La sua sapienza nella predicazione e il suo prestigio furono determinanti per la conversione nel 386 al cristianesimo di Agostino di Ippona, inizialmente di fede manichea, che era venuto a Milano per insegnare retorica.

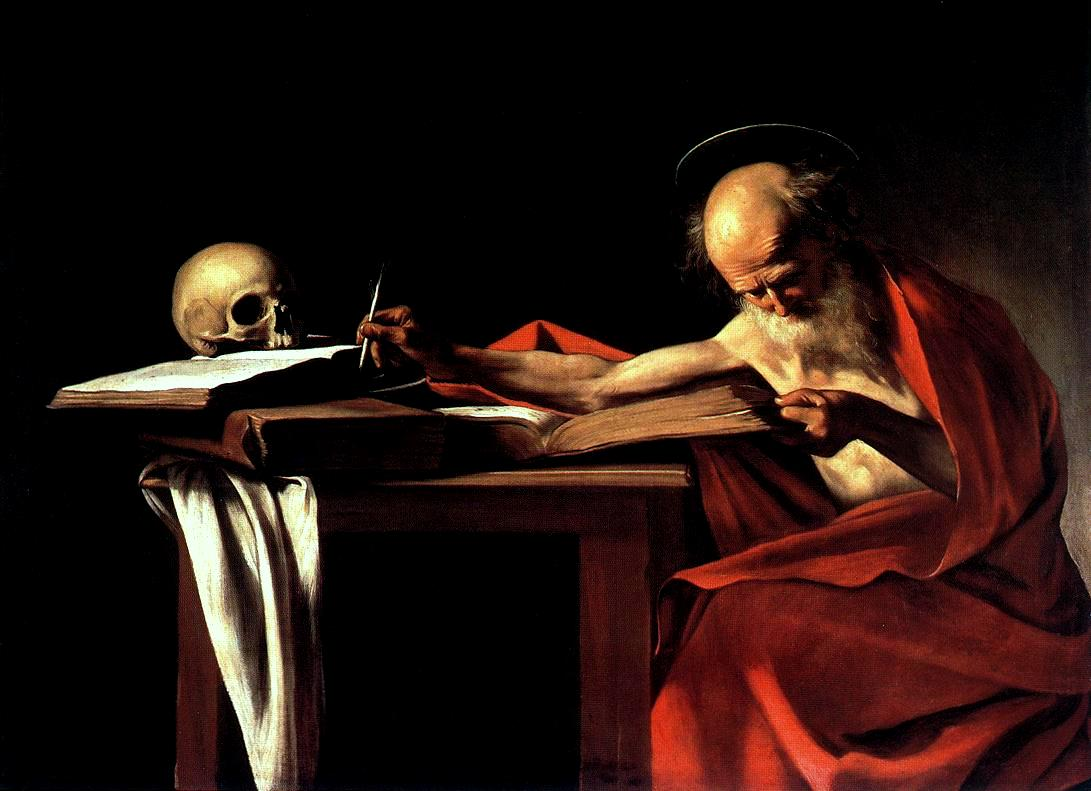
Il San Girolamo di Caravaggio

Agostino nacque nel 354 a Tagaste (attualmente Souk Ahras, in Algeria), da padre pagano. Nel 373 la sua ansia per la ricerca dell'assoluto lo fece approdare al manicheismo, di cui divenne uno dei massimi esponenti e divulgatori. Giunto in Italia, dove venne convertito in età adulta da Ambrogio dopo tre anni travagliati da dubbi, decise di iniziare a seguire un ideale di vita perfetta dedicata al Dio del Cristianesimo. Fu autore molto prolifico, la sua produzione comprese scritti autobiografici, filosofici, apologetici, dogmatici, polemici, morali, esegetici, raccolte di lettere, di sermoni e di opere in poesia. Probabilmente la sua opera principale, uno dei più importanti testi teorici della fede cristiana, fu "la città di Dio", che rappresenta un'apologia del Cristianesimo nei confronti della civiltà pagana.
San Girolamo studiò a Roma, dove fu allievo di Elio Donato. Tra il 375 e il 376 si ritirò nel deserto a Calcide per vivere secondo le rigide regole degli anacoreti. Deluso dalle diatribe fra gli eremiti, divisi dalla dottrina ariana, dopo un soggiorno ad Antiochia, dove frequentò le lezioni di Apollinare di Laodicea, tornò a Roma e divenne segretario di papa Damaso I. Decisamente favorevole all'introduzione del celibato ecclesiastico e all'eradicazione del fenomeno delle cosiddette Agapete, si scontrò con una buona parte del clero, fortemente schierato su posizioni giovinianiste. Tornato in Oriente, continuò la sua battaglia in favore del celibato clericale e si dedicò alla redazione di alcune opere e all'insegnamento ai giovani. La Vulgata, prima traduzione completa in lingua latina della Bibbia, rappresenta lo sforzo più impegnativo affrontato da Girolamo.

### Cristianesimo nella prima metà del V secolo, i due concili di Efeso

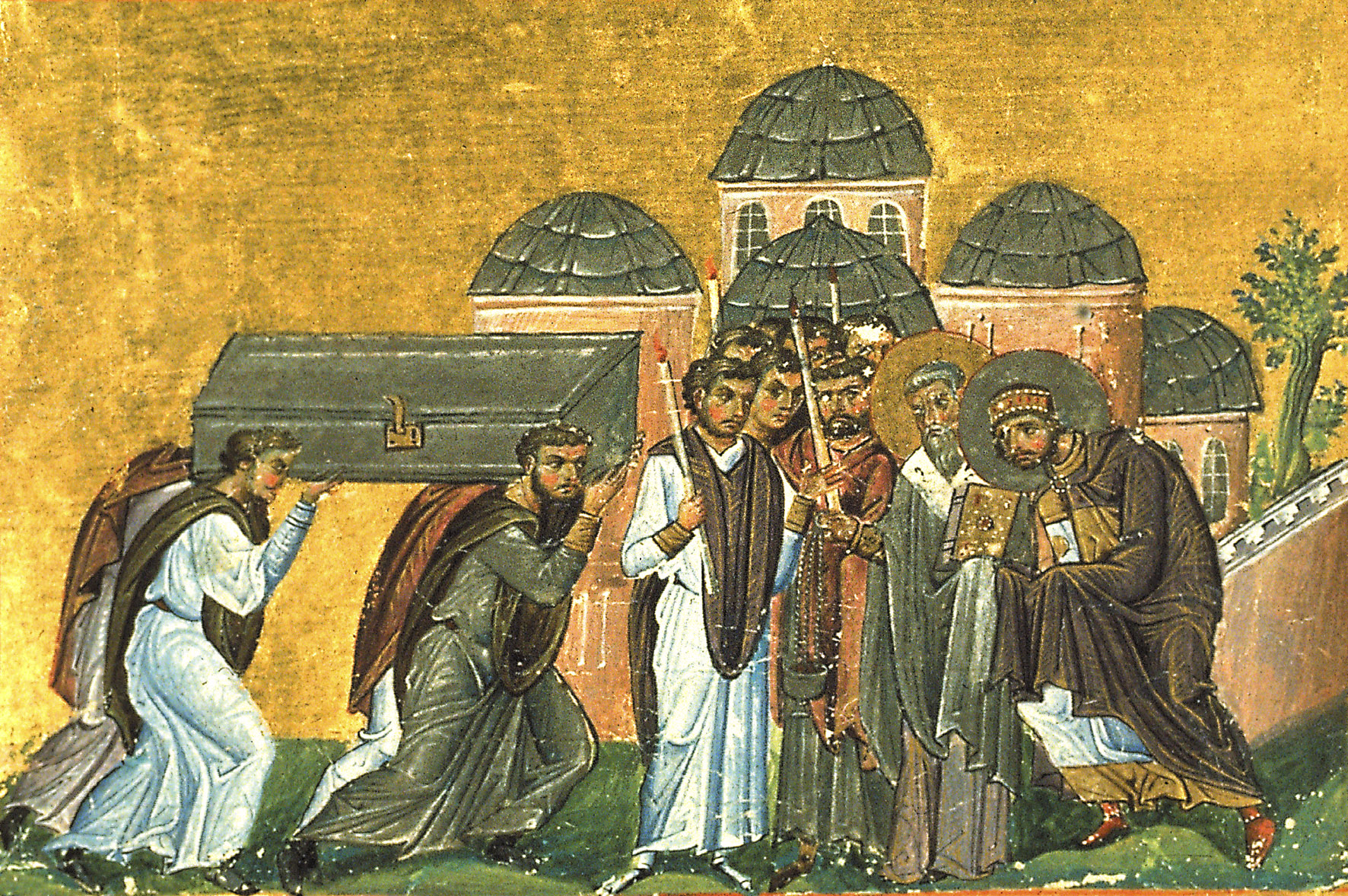
La traslazione delle reliquie di Giovanni Crisostomo nella chiesa dei Santi Apostoli. Miniatura dal Menologion di Basilio II.

Il processo di affermazione del cristianesimo come unica religione lecita dell'Impero non aveva messo freno alle dispute teologiche e dottrinali. Dopo avere sconfitto nel sangue il priscillianesimo, il vescovo di Roma Anastasio I si trovò a intervenire nella controversia origenista con una condanna per gli scritti di Origene Adamantio. Il successore di Anastasio I, Innocenzo I, portò a compimento una riforma della disciplina ecclesiastica, in particolare liturgia e sacramenti, affermando il principio secondo il quale tutte le Chiese devono uniformarsi alla dottrina e alle tradizioni della Chiesa di Roma.
Nel 403 scoppiò un caso nell'Oriente cristiano quando il cosiddetto "Sinodo della Quercia" depose il patriarca di Costantinopoli, Giovanni Crisostomo, dopo che questi si era inimicato l'imperatrice Elia Eudossia e il patriarca Teofilo di Alessandria. Innocenzo I, contrariato, non riconobbe le decisioni del sinodo e progettò di convocarne uno di tutta la cristianità a Tessalonica, al fine di dibattere la questione. Tuttavia le reticenze dell'imperatore d'Oriente Arcadio vicino a Teofilo, fecero sì che questo sinodo non potesse avere luogo. Il pontefice comunque non riconobbe mai i successori di Giovanni a capo della Sede di Costantinopoli e, anzi, cercò in tutti i modi di riabilitarlo.

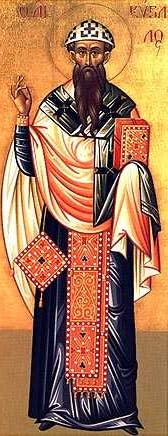
Il vescovo Cirillo d'Alessandria

Fu però nel 429 che nuove controversie cristologiche, alimentate dalla concorrenza tra le sedi di Costantinopoli e di Alessandria, minarono profondamente l'unità della Chiesa cristiana. Sulla scia delle prese di posizione di Atanasio di Alessandria, si impose il problema di quale fosse il termine preciso da attribuire alla Vergine Maria: se madre di Dio (Theotókos) o madre di Cristo (Christotókos). Secondo le conclusioni di Nicea la Chiesa asseriva la consustanzialità, cioè la stessa natura, di Cristo e di Dio; tuttavia l'arcivescovo di Costantinopoli Nestorio, preoccupato di possibili ambiguità, propose che Maria fosse solo madre dell'uomo e non del Dio. Il vescovo di Alessandria Cirillo informò il papa di ciò contestando tali conclusioni. Nestorio, dal canto suo sapeva di avere l'appoggio dell'imperatore Teodosio II e dei teologi Andrea di Samosata e Teodoreto di Cirro. A seguito dell'opposizione di Cirillo, un sinodo tenutosi a Roma l'11 agosto 430 condannò Nestorio, intimandogli di ritirare le sue idee pena la sua deposizione.
L'imperatore Teodosio II intervenne personalmente nella questione convocando un concilio a Efeso nel giugno 431, in cui Cirillo riuscì a manovrare abilmente arrivando a fare deporre Nestorio, che, dal canto suo, aveva rifiutato di presentarsi. I sostenitori di Nestorio dettero però vita, sempre a Efeso, a un concilio parallelo in cui, a loro volta, deposero Cirillo e i suoi sostenitori. Giunti così a una situazione di stallo, l'imperatore si convinse a sciogliere il concilio, senza che fosse stato possibile raggiungere una posizione condivisa. Tuttavia, nel 433 tra Cirillo e gli avversari della Chiesa di Antiochia si arrivò alla stesura della cosiddetta "formula d'unione", con cui si arrivò a un compromesso seppur tardivo. Nel 435 Nestorio venne comunque esiliato, ma questo non impedì ai suoi seguaci di continuare a predicare secondo la sua fede, dando vita alla Chiesa nestoriana.
La pace raggiunta con la formula d'unione venne rotta tra il 447 e il 448 con la predicazione del monaco Eutiche, sostenitore di Cirillo e antinestoriano, con cui presentava una posizione radicale, in cui si asseriva che la divinità di Cristo fosse talmente preponderante da assorbire la natura umana al suo interno, una dottrina che prenderà il nome di monofisismo. Un sinodo convocato il 22 novembre 448 a Costantinopoli condannò Eutiche, che tuttavia godeva dell'appoggio del nuovo vescovo alessandrino, Dioscoro I di Alessandria, succeduto a Cirillo. Con la speranza di mettere fine alla diatriba, l'imperatore Teodosio II ricorse a un nuovo concilio da tenersi a Efeso nel 449. Il secondo concilio di Efeso venne contraddistinto da violenze e intimidazioni da parte dei sostenitori di Eutiche e Dioscoro, che arrivarono a impedire perfino la lettura dello sgradito trattato cristologico Tomus ad Flavianum inviato da papa Leone Magno. Tale contesto fece sì che il concilio, che non sarà riconosciuto tra quelli ufficiali, fosse chiamato dallo stesso Leone il "brigantaggio di Efeso", nonostante le sue conclusioni avessero trovato il beneplacito dell'imperatore Teodosio II.

## Verso la fine dell'età antica

### Il concilio di Calcedonia

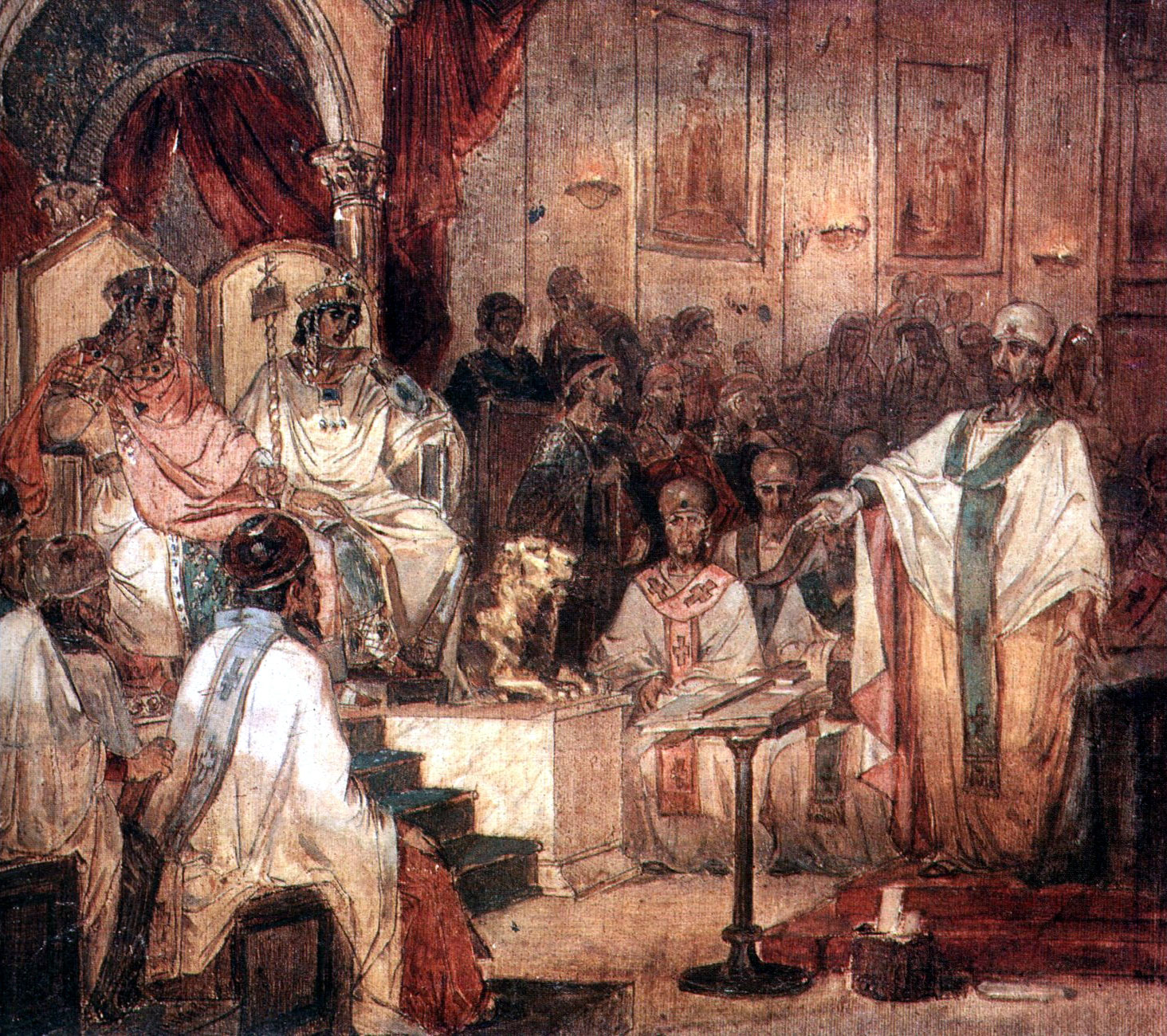
Vasilij Ivanovič Surikov, Quarto Concilio Ecumenico di Calcedonia, olio su tela, 1876

Il vantaggio dei sostenitori della dottrina monofisita cessò nel 450, quando a Teodosio II succedette l'imperatrice Pulcheria con il consorte Marciano. Fedeli all'ortodossia del primo concilio di Efeso, i due imperatori riallacciarono i rapporti con Roma, esiliarono Eutiche e convocarono per il maggio del 451 un concilio ecumenico con l'obiettivo di ripristinare la pace religiosa. Al concilio di Calcedonia presero parte circa 500 vescovi provenienti quasi interamente da est, con la delegazione occidentale che fu particolarmente poco numerosa. I lavori conciliari si aprirono subito con un'accusa a Dioscoro e agli altri protagonisti del sinodo dei briganti di Efeso le cui conclusioni vennero sconfessate. Non senza fatica, i padri conciliari tentarono di trovare un testo definitivo che fungesse da professione di fede. Il documento finale del concilio si apre con un preambolo in cui viene citato il simbolo niceno-costantinopolitano come "credo" ortodosso; negli altri canoni, tra le varie materie affrontate, vennero respinti gli errori del nestorianesimo e del monofisismo e affermata la natura di Cristo, consustanziale al Padre e con due nature, divina e umana, unite senza separazione o confusione (Diofisismo). Venne, inoltre, riaffermata la definizione di "Madre di Dio" (Theotókos) per Maria.

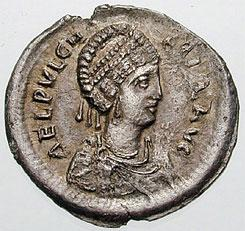
Moneta raffigurante l'imperatrice Pulcheria

Il testo definitivo contenente la professione di fede venne approvato e letto il 25 ottobre dallo stesso Marciano; si trattava sostanzialmente di un compromesso tra la formula di unione e il trattato Tomus ad Flavianum che papa Leone Magno aveva inviato al secondo concilio di Efeso ma che non era stato preso in considerazione. Inoltre, Calcedonia aveva modificato l'assetto politico della Chiesa cristiana, riconoscendo i cinque grandi patriarcati (Pentarchia): Roma, Costantinopoli, Alessandria, Gerusalemme e Antiochia. A Costantinopoli venivano attribuiti gli stessi titoli e privilegi di Roma, ma restava formalmente inferiore a essa in campo teologico.
Le conclusioni calcedonesi non furono, tuttavia, accettate da tutte le Chiese cristiane dell'epoca. La Chiesa egiziana, seguita da quella etiope, rimase legata al monofisismo con una conseguente spaccatura che darà origine alla Chiesa copta. Tale scelta venne seguita anche da altre comunità che dettero origine alle "chiese precalcedonesi" (o chiese ortodosse orientali), ovvero fedeli alle dottrine dei precedenti concili ecumenici, ma non a quelle di Calcedonia. Esse furono, oltre alla già citata Chiesa copta, la Chiesa siriaca, l'armena, la malankarese, l'etiope e l'eritrea.
Anche tra la Chiesa occidentale di Roma e quella orientale di Costantinopoli i rapporti andarono a raffreddarsi, ma il loro allontanamento non fu per questioni teologiche, ma soprattutto per questioni riguardanti il contesto storico. Le invasioni dei popoli germanici avevano oramai profondamente trasformato la società dell'Impero Romano d'Occidente, società in cui oramai non si parlava più il greco, tanto che ai concili i legati del Papa nemmeno riuscivano più a comprendere i vescovi orientali.

### Il pontificato di papa Leone Magno

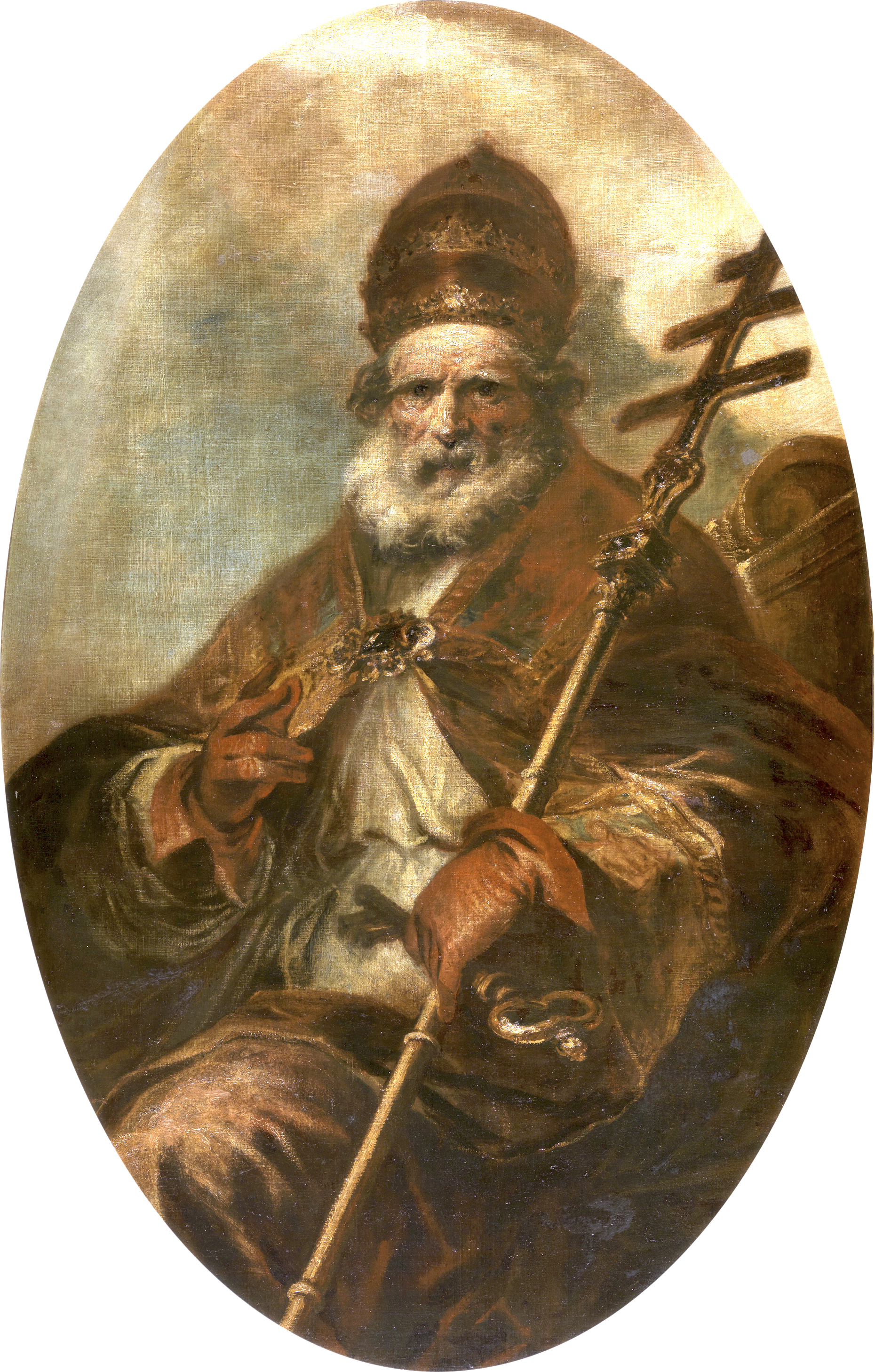
Papa Leone I in un quadro di Francisco Herrera il Giovane

Il vescovo di Roma, il papa Leone I detto Magno, venne eletto il 29 settembre 440 e il suo pontificato è ricordato per essere stato certamente il più importante del primo cristianesimo, nonostante l'impero romano d'Occidente si stesse disgregando a seguito delle invasioni barbariche. Già diacono sotto i due papi precedenti, dopo aver svolto un ruolo determinante nell'assunzione delle loro decisioni, fu uno strenuo difensore del primato del vescovo di Roma in quanto successore di Pietro: «Perciò, se da noi viene fatto o decretato qualcosa di giusto, se si ottiene qualcosa dalla misericordia di Dio grazie alle nostre quotidiane suppliche, tutto è opera e merito della potenza di colui che vive e domina in questa sede». Secondo Leone, se ogni vescovo ha pari dignità, quello di Roma vanta un'autorità superiore, in quanto gli compete una speciale cura su tutta la Chiesa in quanto successore dell'apostolo Pietro. Per tutto il suo pontificato, grazie a un'intensa attività diplomatica, cercò di imporre, talvolta per mezzo di duri scontri, la sua giurisdizione sugli altri vescovi. La sua azione, tuttavia, non ebbe pienamente successo in Oriente, tanto che i rapporti tra la Chiesa di Roma e quella di Costantinopoli divennero sempre più radi, nonostante i tentativi di mantenere l'unione promossi dall'imperatrice Pulcheria.
Leone fu prolifico autore di epistole e non si risparmiò nelle lotte contro le eresie, in particolare con quella manichea; in una Roma in preda alla decadenza cercò il più possibile di mantenere l'ordine, non solo negli affari ecclesiastici, ma in tutta la società. Celebre il suo intervento nel 452 a Mantova con cui riuscì a convincere il re degli Unni, Attila, a non proseguire verso Roma; tre anni più tardi non riuscì a evitare il saccheggio da parte dei Vandali di Genserico. Si trovò anche a doversi opporre al tentativo di costituzione di un patriarcato della Gallia promosso dal vescovo Ilario di Arles, con cui tuttavia arrivò a una pacificazione.
Gli storici hanno sottolineato come Leone Magno abbia «conferito al papato la sua forma definitiva nel mondo classico ponendo basi per le sue successive rivendicazioni dei suoi diritti. Nella visione leonina del papato come il capo di un imperium che non è di questo mondo, la Chiesa aveva trovato un ideale che l'avrebbe trasportata attraverso il crollo del mondo classico e proiettata nel futuro».

### Il cristianesimo all'epoca della caduta dell'Impero romano d'Occidente
I successori di Leone, morto nel 461, si trovarono a dovere gestire popolazioni germaniche di fede cristiana ma di confessione ariana, che oramai si erano definitivamente stanziate nell'Impero d'Occidente, sostituendone progressivamente le istituzioni. Papa Ilario, legato al secondo concilio di Efeso prima di assumere la dignità pontificia, dovette mediare con il capo dei goti Ricimero, finendo per concedergli di fare insediare una comunità ariana a Roma con il proprio edificio di culto che sarà successivamente conosciuto come chiesa di Sant'Agata dei Goti. Ilario si trovò anche a dovere fare i conti con i difficili rapporti che intercorrevano con alcuni vescovi della Gallia e della Spagna, che non sempre accettavano pienamente il primato della diocesi di Roma.
Poco o nulla si conosce del pontificato di papa Simplicio, ma quando, nel 476, Odoacre depose l'imperatore d'Occidente Romolo Augusto, evento che tradizionalmente sancisce la caduta dell'Impero romano d'Occidente e l'inizio del medioevo, il mondo ecclesiastico non fu particolarmente coinvolto: la Chiesa di Roma e quella orientale erano oramai di fatto indirizzate su due diverse strade, seppur ancora formalmente in comunione tra di loro. Se la seconda proseguiva nel suo storico confrontarsi con le controversie cristologiche che continuarono a nascere al loro interno e a rapportarsi con le istituzioni dell'impero bizantino, la prima iniziò il processo di integrazione con i popoli germanici che si succedettero nel controllo della penisola italiana durante i primi secoli del medioevo.

### Esplicative
1. ↑  La Chiesa ortodossa copta considera l'evangelista Marco il primo patriarca di Alessandria. In Chaillot, 2014, p. 221.
2. ↑  Nella lettera prima lettera ai Corinzi, San Paolo scrive che «non ci sono tra voi molti sapienti secondo la carne, non molti potenti, non molti nobili». In Brox, 2009, pp. 16-17.
3. ↑  Riguardo al concetto di superstitionem si deve tenere conto della definizione data da Plutarco nella sua Sulla superstizione, ovvero un insieme di pratiche e riti che sanno di magia; un fenomeno giudicato socialmente pericoloso. In Filoramo, Lupieri e Pricoco, 1997, p. 16169.
4. ↑  «Non ti farai idolo né immagine alcuna di ciò che è lassù nel cielo né di ciò che è quaggiù sulla terra, né di ciò che è nelle acque sotto la terra». In  Es 20,2-17, su laparola.net.
5. ↑  Il testo dell'Editto di Serdica è riportato da Lattanzio nella sua opera De mortibus persecutorum I, 34, 1-5.
6. ↑  Ad esempio, con il canone 33 del concilio di Elvira del 306 si affermava che 

(latino)
«Placuit in totum prohibere episcopis, presbyteris et diaconibus vel omnibus clericis positis in ministerio abstinere se a coniugibus suis, et non generare filios: quicumque vero fecerit, ab honore clericatus exterminetur»

(italiano)
«Si vieta a vescovi, sacerdoti e diaconi, o a tutti i chierici incaricati del ministero, di astenersi dai rapporti coniugali e di non generare figli»
(In (EN) Early church texts, Canons of the council of Elvira (first decade of 4th century), su earlychurchtexts.com. URL consultato il 10 ottobre 2022.)
7. ↑  Tali disposizioni si possono trovare nel libro XVI del Codice Teodosiano, per esempio: «Se qualcuno, da insano e sacrilego, si farà consultante delle cose future, con sacrifici vietati diurni o notturni, e riterrà di impadronirsi di un sacrario o tempio per l'esecuzione di un simile reato o di recarsi presso di esso, sarà di essere passibile di bando». In  Codice Teodosiano XVI, 10,7-12, su giornopaganomemoria.it. URL consultato il 18 aprile 2021.

### Bibliografiche
1. ↑  Augias e Pesce, 2017, pp. 198-202.
2. ↑   Cristianesimo, in Treccani.it – Enciclopedie on line, Roma, Istituto dell'Enciclopedia Italiana.
3. 1 2   At 1,23-25, su laparola.net..
4. ↑   At 4,4, su laparola.net..
5. 1 2  Filoramo, Lupieri e Pricoco, 1997, p. 90.
6. ↑  Brox, 2009, p. 7.
7. ↑  Mattei, 2020, p. 106.
8. ↑  Mattei, 2020, p. 107.
9. ↑   At 6,1-6, su laparola.net..
10. ↑  Filoramo, Lupieri e Pricoco, 1997, pp. 90-91.
11. ↑  Mattei, 2020, pp. 109-110.
12. ↑  Chaillot, 2014, p. 27.
13. ↑   At 10, su laparola.net..
14. ↑  Filoramo, Lupieri e Pricoco, 1997, pp. 93-94.
15. ↑   At 11,26, su laparola.net..
16. ↑  Filoramo, Lupieri e Pricoco, 1997, p. 95.
17. ↑  Chaillot, 2014, pp. 109, 131.
18. 1 2  Chaillot, 2014, p. 221.
19. ↑  Filoramo, Lupieri e Pricoco, 1997, pp. 103-104.
20. ↑  Mattei, 2020, pp. 115-116.
21. ↑  Mattei, 2020, p. 119.
22. ↑  Mattei, 2020, p. 118.
23. ↑  Duffy, 2001, p. 18.
24. 1 2  Brox, 2009, p. 23.
25. ↑  Filoramo, Lupieri e Pricoco, 1997, p. 105.
26. ↑  Brox, 2009, pp. 8-10.
27. ↑  Brox, 2009, pp. 15-16.
28. ↑   At 8,-1-4, su laparola.net..
29. ↑  Brox, 2009, p. 44.
30. 1 2  Brox, 2009, p. 19.
31. ↑  Brox, 2009, p. 20.
32. ↑  Brox, 2009, pp. 23, 38.
33. ↑  Brox, 2009, pp. 39-41.
34. ↑  Brox, 2009, pp. 40-41.
35. ↑  Mattei, 2020, pp. 132-133.
36. 1 2  Brox, 2009, p. 45.
37. ↑  Kinzig, 2021, pp. 35, 39-40.
38. ↑  Augias e Pesce, 2017, p. 15.
39. ↑  Filoramo, Lupieri e Pricoco, 1997, p. 112.
40. ↑  Filoramo, Lupieri e Pricoco, 1997, pp. 112-113.
41. ↑  Giustino Martire, Dialogo con Trifone, 103,8, cfr. Gerd Theissen, Il Nuovo Testamento, Carocci, 2003.
42. ↑  Magnani, 2002, p. 160.
43. ↑  Augias e Pesce, 2017, p. 16.
44. ↑  Filoramo, Lupieri e Pricoco, 1997, p. 111.
45. ↑  Filoramo, Lupieri e Pricoco, 1997, p. 106.
46. ↑  Filoramo, Lupieri e Pricoco, 1997, p. 141.
47. ↑  Filoramo, Lupieri e Pricoco, 1997, pp. 141-142.
48. ↑  Filoramo, Lupieri e Pricoco, 1997, p. 204.
49. ↑  Filoramo, Lupieri e Pricoco, 1997, pp. 204-205.
50. ↑  Filoramo, Lupieri e Pricoco, 1997, pp. 205-206.
51. ↑  Filoramo, Lupieri e Pricoco, 1997, p. 206.
52. ↑  Filoramo, Lupieri e Pricoco, 1997, p. 207.
53. ↑  Brox, 2009, p. 27.
54. ↑  Mattei, 2020, p. 179.
55. ↑  Filoramo, Lupieri e Pricoco, 1997, p. 170.
56. ↑  Mattei, 2020, pp. 185-188.
57. ↑  Filoramo, Lupieri e Pricoco, 1997, p. 171.
58. ↑  Filoramo, Lupieri e Pricoco, 1997, p. 168.
59. ↑  Filoramo, Lupieri e Pricoco, 1997, pp. 168-169.
60. ↑  McQueen Grant, 2003, p. 43.
61. ↑  Gilson, 2011, p. 12.
62. ↑  Gilson, 2011, pp. 12-16.
63. ↑  Gilson, 2011, pp. 19-26.
64. ↑  Gilson, 2011, pp. 27-292.
65. ↑  Gilson, 2011, pp. 32-33.
66. ↑   Teofilo di Antiochia, in Treccani.it – Enciclopedie on line, Roma, Istituto dell'Enciclopedia Italiana.
67. ↑  Filoramo, Lupieri e Pricoco, 1997, pp. 176-179.
68. ↑   Tertulliano, Quinto Settimio Florente, in Treccani.it – Enciclopedie on line, Roma, Istituto dell'Enciclopedia Italiana.
69. ↑  Gilson, 2011, pp. 33-34.
70. ↑   At 8,9-25, su laparola.net.
71. ↑  Filoramo, Lupieri e Pricoco, 1997, p. 187.
72. ↑  Filoramo, Lupieri e Pricoco, 1997, pp. 181-182.
73. ↑  Gilson, 2011, pp. 35-36.
74. ↑  Filoramo, Lupieri e Pricoco, 1997, pp. 192-193.
75. ↑  Filoramo, Lupieri e Pricoco, 1997, pp. 195-196.
76. ↑  Filoramo, Lupieri e Pricoco, 1997, pp. 105-108.
77. ↑  Duffy, 2001, p. 29.
78. ↑  Mattei, 2020, p. 341.
79. ↑  Musselli, 2007, p. 23.
80. ↑   Matteo 16,18, su La Parola - La Sacra Bibbia in italiano in Internet.
81. ↑  Duffy, 2001, p. 16.
82. ↑  Mattei, 2020, p. 336.
83. ↑  Mattei, 2020, p. 339.
84. ↑  Mattei, 2020, p. 343.
85. ↑  Mattei, 2020, pp. 350-351.
86. ↑  van Laarhoven, 1999, p. 2.
87. ↑  Mattei, 2020, p. 375.
88. ↑  van Laarhoven, 1999, pp. 2-3.
89. ↑  Gilson, 2011, pp. 46-47.
90. ↑  van Laarhoven, 1999, pp 7-9.
91. ↑  van Laarhoven, 1999, p. 11.
92. ↑  Mattei, 2020, p. 193.
93. ↑  Ruffolo, 2004, p. 123.
94. ↑  Brox, 2009, pp. 44-45.
95. ↑  Mattei, 2020, pp. 195-196.
96. 1 2  Filoramo, Lupieri e Pricoco, 1997, p. 245.
97. ↑  Kinzig, 2021, pp. 69-70.
98. 1 2  Brox, 2009, p. 46.
99. ↑  Duffy, 2001, p. 36.
100. ↑  Kinzig, 2021, pp. 70-71.
101. ↑  Chaillot, 2014, p. 28.
102. 1 2  Duffy, 2001, p. 37.
103. ↑  Brox, 2009, pp. 50-51.
104. ↑  Filoramo, Lupieri e Pricoco, 1997, pp. 249-250.
105. 1 2  Brox, 2009, p. 51.
106. ↑  Duffy, 2001, pp. 40-41.
107. ↑  Filoramo, Lupieri e Pricoco, 1997, p. 251.
108. ↑   Sisto II, santo, in Enciclopedia dei Papi, Roma, Istituto dell'Enciclopedia Italiana, 2000.
109. ↑  Enciclopedia del papato, 1964, pp. 396-397.
110. ↑  Mattei, 2020, pp. 197-198.
111. 1 2  Filoramo, Lupieri e Pricoco, 1997, pp. 252-253.
112. ↑  Mattei, 2020, p. 198.
113. ↑  Mattei, 2020, p. 200.
114. ↑  Filoramo, Lupieri e Pricoco, 1997, pp. 253-254.
115. ↑   Monarchianismo, in Enciclopedia Italiana, Roma, Istituto dell'Enciclopedia Italiana.
116. ↑   Sabellio, in Enciclopedia Italiana, Roma, Istituto dell'Enciclopedia Italiana.
117. ↑   Paolo di Samosata, in Enciclopedia Italiana, Roma, Istituto dell'Enciclopedia Italiana.
118. ↑   Paolo di Samosata, in Dizionario di storia, Roma, Istituto dell'Enciclopedia Italiana, 2010.
119. ↑   Manicheismo, in Treccani.it – Vocabolario Treccani on line, Roma, Istituto dell'Enciclopedia Italiana.
120. ↑   Mitra, in Treccani.it – Enciclopedie on line, Roma, Istituto dell'Enciclopedia Italiana..
121. ↑  Duffy, 2001, pp. 41-42.
122. 1 2  Brox, 2009, p. 47.
123. ↑  Brox, 2009, p. 48.
124. ↑  Filoramo, Lupieri e Pricoco, 1997, pp. 262-263.
125. ↑  Mattei, 2020, p. 201.
126. ↑  Mattei, 2020, p. 202.
127. 1 2  Brox, 2009, pp. 51-52.
128. 1 2  Duffy, 2001, p. 45.
129. 1 2   Martire, in Treccani.it – Enciclopedie on line, Roma, Istituto dell'Enciclopedia Italiana.
130. ↑  Mattei, 2020, p. 206.
131. 1 2   Martire, in Enciclopedia Italiana, Roma, Istituto dell'Enciclopedia Italiana.
132. ↑  van Laarhoven, 1999, p. 13.
133. ↑  Mattei, 2020, pp. 375-376.
134. ↑  van Laarhoven, 1999, p. 23.
135. ↑  van Laarhoven, 1999, pp. 15-17.
136. ↑  van Laarhoven, 1999, pp. 18-21.
137. ↑  Duffy, 2001, pp. 42-43.
138. ↑  Brox, 2009, pp. 52-53.
139. ↑  Duffy, 2001, p. 44.
140. ↑  Brox, 2009, p. 55.
141. ↑  Duffy, 2001, p. 46.
142. 1 2  Brox, 2009, p. 62.
143. ↑  Duffy, 2001, pp. 46-47.
144. ↑  Duffy, 2001, p. 47.
145. ↑  Brox, 2009, p. 63.
146. ↑   Giulio I, santo, in Enciclopedia dei Papi, Roma, Istituto dell'Enciclopedia Italiana, 2000.
147. ↑   Atanasio, santo, in Enciclopedia Italiana, Roma, Istituto dell'Enciclopedia Italiana.
148. ↑  Filoramo, Lupieri e Pricoco, 1997, p. 299.
149. ↑  Duffy, 2001, p. 49.
150. ↑  Gibbon, 1968, p. 215.
151. 1 2  Brox, 2009, p. 64.
152. ↑  Brox, 2009, pp. 64-65.
153. ↑  Gibbon, 1968, p. 230.
154. ↑  Filoramo, Lupieri e Pricoco, 1997, pp. 300-301.
155. ↑  Duffy, 2001, pp. 50-51.
156. 1 2  Duffy, 2001, p. 51.
157. 1 2 3 4   Liberio, in Enciclopedia dei Papi, Roma, Istituto dell'Enciclopedia Italiana, 2000.
158. ↑  Rendina, 1983, p. 90.
159. 1 2  Duffy, 2001, p. 52.
160. ↑   Rimini, in Treccani.it – Enciclopedie on line, Roma, Istituto dell'Enciclopedia Italiana..
161. ↑  Filoramo, Lupieri e Pricoco, 1997, pp. 303-304.
162. ↑   Giuliano l'apostata, in Treccani.it – Enciclopedie on line, Roma, Istituto dell'Enciclopedia Italiana.
163. ↑  Filoramo, Lupieri e Pricoco, 1997, pp. 306-307.
164. ↑  Filoramo, Lupieri e Pricoco, 1997, pp. 310-311.
165. ↑   Damaso I, papa, in Enciclopedia Italiana, Roma, Istituto dell'Enciclopedia Italiana.
166. ↑   Aussenzio_(Enciclopedia-Italiana), in Enciclopedia Italiana, Roma, Istituto dell'Enciclopedia Italiana.
167. ↑  Duffy, 2001, p. 58.
168. ↑  Filoramo, Lupieri e Pricoco, 1997, pp. 312-313.
169. ↑  Brox, 2009, p. 56.
170. ↑  Brox, 2009, p. 65.
171. ↑  Brox, 2009, pp. 69-70.
172. ↑  Chaillot, 2014, p. 334.
173. ↑  Filoramo, Lupieri e Pricoco, 1997, pp. 374-375.
174. ↑  Filoramo, Lupieri e Pricoco, 1997, p. 376.
175. ↑  Brox, 2009, p. 70.
176. ↑  Filoramo, Lupieri e Pricoco, 1997, p. 380.
177. ↑  Filoramo, Lupieri e Pricoco, 1997, pp. 376-377.
178. ↑  Filoramo, Lupieri e Pricoco, 1997, p. 377.
179. ↑  Filoramo, Lupieri e Pricoco, 1997, pp. 361-364.
180. ↑  Filoramo, Lupieri e Pricoco, 1997, p. 364.
181. ↑  Filoramo, Lupieri e Pricoco, 1997, p. 365.
182. ↑  Filoramo, Lupieri e Pricoco, 1997, p. 366.
183. ↑  Filoramo, Lupieri e Pricoco, 1997, pp. 367-369.
184. ↑  Filoramo, Lupieri e Pricoco, 1997, pp. 370-372.
185. ↑  Brox, 2009, pp. 70-71.
186. ↑  Filoramo, Lupieri e Pricoco, 1997, p. 373.
187. ↑  van Laarhoven, 1999, p. 28.
188. ↑  van Laarhoven, 1999, pp. 28-29.
189. 1 2  Filoramo, Lupieri e Pricoco, 1997, p. 360.
190. ↑  van Laarhoven, 1999, p. 30.
191. ↑  van Laarhoven, 1999, p. 31.
192. ↑  van Laarhoven, 1999, p. 33.
193. 1 2  Filoramo, Lupieri e Pricoco, 1997, p. 381.
194. ↑  Filoramo, Lupieri e Pricoco, 1997, p. 382.
195. ↑  Filoramo, Lupieri e Pricoco, 1997, pp. 383, 388.
196. ↑  Filoramo, Lupieri e Pricoco, 1997, pp. 385-387.
197. ↑  Filoramo, Lupieri e Pricoco, 1997, pp. 321-322.
198. ↑   Teodosio I il Grande, imperatore, in Treccani.it – Enciclopedie on line, Roma, Istituto dell'Enciclopedia Italiana.
199. ↑  Filoramo, Lupieri e Pricoco, 1997, pp. 315, 321.
200. ↑  Duffy, 2001, p. 61.
201. ↑  Filoramo, Lupieri e Pricoco, 1997, p. 323.
202. ↑  Filoramo, Lupieri e Pricoco, 1997, p. 321.
203. ↑  Filoramo, Lupieri e Pricoco, 1997, pp. 315-316.
204. ↑  Duffy, 2001, p. 53.
205. ↑  Filoramo, Lupieri e Pricoco, 1997, pp. 316-317.
206. 1 2  Filoramo, Lupieri e Pricoco, 1997, pp. 318-319.
207. ↑  Filoramo, Lupieri e Pricoco, 1997, p. 319.
208. ↑   Dottori della Chiesa, in Dizionario di filosofia, Roma, Istituto dell'Enciclopedia Italiana, 2009.
209. 1 2  Duffy, 2001, p. 55.
210. ↑   Ambrogio, santo, in Treccani.it – Enciclopedie on line, Roma, Istituto dell'Enciclopedia Italiana.
211. 1 2   Agostino, Aurelio, Santo, in Enciclopedia Italiana, Roma, Istituto dell'Enciclopedia Italiana.
212. ↑   Girolamo, santo, in Enciclopedia Italiana, Roma, Istituto dell'Enciclopedia Italiana.
213. ↑   Anastasio I, santo, in Enciclopedia dei Papi, Roma, Istituto dell'Enciclopedia Italiana, 2000.
214. 1 2   Innocenzo I, santo, in Enciclopedia dei Papi, Roma, Istituto dell'Enciclopedia Italiana, 2000.
215. ↑  Filoramo, Lupieri e Pricoco, 1997, p. 342.
216. ↑  Brox, 2009, p. 162.
217. ↑  Brox, 2009, p. 164.
218. ↑  Brox, 2009, p. 165.
219. ↑  Brox, 2009, p. 166.
220. ↑  Brox, 2009, pp. 166-167.
221. ↑  Brox, 2009, pp. 167-168.
222. ↑  Brox, 2009, p. 169.
223. ↑  Brox, 2009, pp. 169-170.
224. ↑  Duffy, 2001, pp. 64-66.
225. 1 2  Brox, 2009, p. 170.
226. ↑  Filoramo, Lupieri e Pricoco, 1997, p. 350.
227. ↑  Brox, 2009, pp. 170-171.
228. 1 2  Filoramo, Lupieri e Pricoco, 1997, p. 351.
229. ↑  Brox, 2009, p. 172.
230. ↑  Chaillot, 2014, pp. 5-6, 11.
231. ↑  Filoramo, Lupieri e Pricoco, 1997, pp. 351-352, 392.
232. ↑  Duffy, 2001, p. 63.
233. ↑  Filoramo, Lupieri e Pricoco, 1997, p. 402.
234. ↑  Duffy, 2001, p. 66.
235. ↑  Filoramo, Lupieri e Pricoco, 1997, p. 401.
236. ↑  Duffy, 2001, pp. 66-67.
237. 1 2  Filoramo, Lupieri e Pricoco, 1997, p. 403.